# Operación Inundación de Al-Aqsa
La operación Inundación de Al-Aqsa, como es denominado por los grupos palestinos, (en árabe: عملية طوفان الأقصى‎, romanizado: eamaliat tufan al'aqsaa; en hebreo: מבצע מבול אל-אקצא‎, romanizado: mivtza mevul el-aktza) o los ataques del 7 de octubre (en hebreo: טבח שבעה באוקטובר‎, romanizado: tivch shav'a beoctover) contra Israel, como es conocido por algunos medios de comunicación, organizaciones internacionales y gobiernos, fueron una serie de ataques coordinados realizados por Hamás desde la Franja de Gaza en zonas fronterizas con Israel. Los ataques, que comenzaron el 7 de octubre de 2023 y se alargaron durante dos días, supusieron el inicio de la guerra entre Israel y la Franja de Gaza que llega hasta la actualidad.
El ataque sorpresa comenzó temprano en la mañana con una andanada de al menos 5000 cohetes contra Israel y con varias oleadas de incursiones hacia su territorio. Los milicianos palestinos traspasaron la barrera Gaza-Israel, atacaron y capturaron bases militares y masacraron a civiles en las comunidades israelíes vecinas, principalmente kibutzim, así como en un festival de música. Los milicianos también tomaron como rehenes tanto a soldados como a civiles, incluidos mujeres y niños, a los que trasladaron a la Franja de Gaza.
La operación Inundación de Al-Aqsa supuso la muerte de 1195 personas (766 civiles, de los que 36 eran menores, y 373 militares) y la captura de 251 más, que fueron llevadas a la Franja de Gaza. Al menos 14 de los civiles fallecidos fueron víctimas del propio ejército israelí en cumplimiento de la Directiva Aníbal. Fue la primera y única vez en la historia que Israel perdió el control de parte de su territorio durante un periodo prolongado de tiempo.  Uno de los ataques llevados a cabo, el del festival de música Nova, fue el más mortífero de la historia de Israel. Este día fue descrito por el presidente estadounidense Joe Biden como la «peor masacre de judíos en un solo día desde el Holocausto».

## Denominación
Los grupos palestinos denominaron su asalto Operación Tormenta Al-Aqsa o Inundación de Al-Aqsa (en árabe: عملية طوفان الأقصى‎, romanizado: ʿamaliyyat ṭūfān al-ʾAqṣā). El nombre hace referencia a la mezquita de Al-Aqsa de Jerusalén, la tercera mezquita más sagrada para el islam suní después de las de La Meca y Medina, en la cual la policía israelí ejecutó un desalojo en abril de 2023, evento que los militantes reclamaron como justificación del ataque.
Algunos medios de comunicación, organizaciones internacionales y gobiernos, los denominan como los ataques del 7 de octubre o ataque del 7 de octubre por la fecha en la que ocurrió.

## Preparación
Según documentos, correos electrónicos y entrevistas que conforman un informe de Israel llamado Muro de Jericó y fueron revisados por The New York Times, oficiales israelíes tenían información de la operación de Hamás desde hacía un año antes de los ataques, sin manejar una fecha exacta ni la expectativa de una guerra. Sin embargo, los planes fueron considerados como meramente aspiracionales y difíciles de llevar a cabo, por lo que se desestimaron. Según la investigación oficial del ejército israelí sobre lo sucedido este día, Hamás habría decidido ya lanzar el ataque en abril de 2022, si bien la fecha concreta no se decidiría hasta mayo de 2023.
En torno a las 4:00 a. m., las primeras órdenes de los altos mandos de Hamás comenzaron a pasar a sus subordinados: que todo aquel que había estado entrenando regularmente fuese a rezar. Una hora después se emitió una nueva orden: acudir con las armas y con toda la munición disponible a los puntos de encuentro. Para burlar los sistemas de espionaje israelíes, se tomó la decisión de que todas las órdenes se transmitiesen de boca en boca, evitando elementos tecnológicos: primero se transmitieron las órdenes a los jefes de batallón, estos hicieron lo propio a los líderes de pelotón, y estos a su vez a los jefes de brigadas, que se lo transmitieron a amigos y vecinos que hubiesen asistido a los entrenamientos.
Una vez en los puntos de encuentro, los milicianos recibieron munición adicional y armas más sofisticadas, como granadas de mano, granadas propulsada por cohete, ametralladoras pesadas, rifles de francotirador y explosivos. También se repartieron entre los milicianos cámaras GoPro para filmar el ataque. A las 6:00 a. m., las siguientes órdenes llegaron por escrito: correr hacia los huecos que se iban a crear en la valla de seguridad israelí y adentrarse en Israel para atacar a soldados y civiles al otro lado. La Yihad Islámica Palestina no fue informada previamente del ataque, pero se unió a él una vez abiertas las brechas en la barrera. Algunos civiles también se adhirieron al ataque una vez comenzado.
Según Israel, los dos principales autores intelectuales del ataque fueron Yahya Sinwar, líder de Hamás en la Franja de Gaza, y Mohamed Deif, comandante de las Brigadas de Ezzeldin Al-Qassam y de los comandos de élite Nukhba. Fuentes de los servicios de seguridad israelíes creen que ni los dirigentes de Hamás en el extranjero ni los países patrocinadores de Hamás tenían información previa al respecto del ataque. Fuentes de Hamás afirmaron que el plan había comenzado a trazarse dos años antes, como resultado de las incursiones de la policía israelí en la mezquita de Al-Aqsa, aunque los servicios de seguridad israelíes reducen ese margen de tiempo a un año o 18 meses. Durante este tiempo, Hamás convenció a los líderes israelíes de que no estaba interesado en un conflicto armado en tanto en cuanto sus necesidades económicas estuviesen cubiertas.
Cada unidad recibió un objetivo distinto y mapas detallados con anotaciones; paradójicamente, el festival de música de Reim no estaba entre estos objetivos. Las diversas unidades de milicianos recibieron tres tipos de instrucciones distintas. A un primer grupo se le asignó la tarea de atacar las bases israelíes cercanas a la frontera y a civiles de las localidades cercanas. A otras unidades se les ordenó adoptar posiciones defensivas para cuando llegasen las tropas israelíes, a menudo tendiendo emboscadas en carreteras clave. A un tercer grupo de unidades se les encargó específicamente que capturasen tantos rehenes como fuese posible y los llevasen a la valla fronteriza, donde otras unidades los trasladarían directamente a la red de túneles de la Franja de Gaza. La misión no fue en ningún momento un ataque suicida y Hamás dio órdenes a numerosas unidades de retirarse a la Franja cuando las tropas israelíes comenzasen a llegar, aunque a algunas otras se les pidió que resistiesen hasta el final. La mayoría de los comandantes y jefes de batallón lograron volver a la Franja para tomar parte en los combates de la guerra posterior.
Hamás había estudiado los kibutz cerca de la frontera y había elaborado amplios planes con el objetivo de maximizar las muertes de civiles israelíes, capturar rehenes en multitud de lugares (incluido en centros juveniles y escuelas primarias), y transferir rápidamente a los rehenes a la Franja de Gaza. Además, durante más de una década, Hamás había llevado a cabo una operación de engaño que hizo que las autoridades israelíes consideraran que la organización palestina no estaba interesada en un conflicto abierto, que no suponía un peligro para Israel, que sus redes de túneles se encontraban seriamente dañadas y que cualquier ataque transfronterizo podría ser fácilmente desbaratado con la tecnología de la valla de separación. Hamás convenció también a los servicios de espionaje israelíes de que sostenía la idea de que la guerra de 2021 había sido un desastre y de que, a partir de ese momento, dirigiría todos sus esfuerzos al desarrollo de más y mejores cohetes.
En las horas previas al ataque, los servicios de espionaje militar israelíes identificaron diversas señales que parecían señalar a algún tipo de ofensiva militar palestina, pero descartaron que se tratase de un ataque inminente. Por ejemplo, se detectó la activación simultánea de varias docenas de tarjetas SIM de la red telefónica israelí por parte de los miembros de Nukhba, los comandos de élite de Hamás, pero no se consideraron prueba definitiva de un ataque y se postergaron las decisiones para el día siguiente. De hecho, Hamás había activado tarjetas SIM de una manera similar el día anterior, como también lo había hecho el 7 de octubre de 2022. Además, todos los planes de defensa israelíes se basaban en la eventualidad de ataques esporádicos en ubicaciones muy específicas, no en un ataque masivo a lo largo de toda la frontera: el caso más extremo considerado por el ejército israelí era el de un potencial ataque de unos 70 milicianos sobre entre dos y ocho ubicaciones distintas. Algo parecido sucedió con la invasión por mar, cuyo escenario más extremo preveía el uso de una lancha o de dos buzos, cuando en realidad el ataque lo desarrollaron siete lanchas en las que viajaban 38 milicianos.
Sobre las 4:00 a. m., las autoridades militares israelíes enviaron a la zona fronteriza un pequeño comando denominado Equipo Tequila compuesto por miembros del Shin Bet y de la unidad Yamam. También ordenaron al comandante de la División de Gaza que volviese a su puesto, dado que se encontraba de vacaciones. Solamente un dron de observación sobrevolaba la Franja de Gaza normalmente, y otro más fue enviado durante la madrugada del 7 de octubre. Se fijó una nueva reunión de los altos mandos militares para asesorar la situación a las 8:30 a. m. del 7 de octubre.

## Ataque

### Lanzamiento de cohetes
Alrededor de las 6:30 a. m., hora de verano de Israel (UTC+3), el 7 de octubre de 2023, Hamás anunció el inicio de lo que llamó «Operación Inundación de Al-Aqsa», afirmando que había disparado más de 5000 cohetes desde la Franja de Gaza a Israel en un lapso de 20 minutos. La investigación israelí calculó una cifra similar de cohetes, unos 4700 cohetes lanzados en apenas unos minutos. Al menos cinco personas murieron a causa de los ataques con cohetes. Se informó de explosiones en áreas que rodean la Franja y en ciudades de la llanura de Sharón, incluidas Gedera, Herzliya,Tel Aviv y Ascalón. También se activaron sirenas antiaéreas en Beerseba, Jerusalén, Rejovot, Rishon LeZion y la Base Aérea de Palmajim. Hamás hizo un llamado a las armas, y el alto comandante militar de la Brigada Al-Qassam Mohamed Deif llamó a «los musulmanes de todas partes a lanzar un ataque».
Militantes palestinos también abrieron fuego contra barcos israelíes frente a la Franja de Gaza, mientras estallaban enfrentamientos entre palestinos y las Fuerzas de Defensa de Israel en la sección israelí de la valla perimetral de Gaza. Por la noche, Hamás lanzó otra andanada de unos 150 cohetes hacia Israel, y las autoridades israelíes informaron de explosiones en Yavne, Guivatayim, Bat Yam, Beit Dagan, Tel Aviv y Rishon Lezion.

### Incursiones palestinas

Situación aproximada del 7 al 8 de octubre. Máxima penetración de los milicianos palestinos en azul.

Al mismo tiempo, entre 3000 y 5000 militantes palestinos se infiltraron en Israel desde Gaza utilizando camiones, camionetas, motocicletas, excavadoras, lanchas rápidas y parapentes. Usando explosivos, las fuerzas de Hamás traspasaron la valla fronteriza en 114 emplazamientos distintos, incluidas 37 puertas que fueron forzadas y abiertas. Además, usaron drones para dejar caer explosivos sobre las torres de vigilancia israelíes en la frontera, con lo que lograron inutilizarlas todas menos una. Los milicianos palestinos superaron completamente las defensas israelíes y derrotaron y dejaron fuera de funcionamiento a toda la División de Gaza del ejército israelí, que solo contaba con 767 efectivos, muchos de los cuales murieron en combate. La muerte del comandante de la brigada sur de esta división en torno a las 7:00 a. m., así como la de muchos comandantes de compañía o de pelotón, fueron cruciales a la hora de desarticular su operatividad. Además, la ruptura de las comunicaciones supuso que los altos mandos del ejército israelí no supieran de la derrota de esta división, lo que ralentizó enormemente la respuesta militar israelí al ataque palestino. De esta manera, Hamás logró tener control operativo de las comunidades fronterizas israelíes, de sus puestos militares y de las principales carreteras de la zona.
El ataque se desarrolló en tres oleadas. La primera de ellas, que tuvo lugar entre las 6:29 a. m. y las 7:00 a. m., consistió en el lanzamiento de 1406 cohetes, principalmente contra bases militares y comunidades fronterizas, y en el avance de 1175 milicianos de Nukhba, el comando de élite de Hamás. El objetivo principal de esta primera oleada fueron las bases militares fronterizas y, una vez tomadas, la base de Reim (cuartel general de la División de Gaza), una base del servicio de inteligencia y la comisaría de policía de Sederot. En la segunda oleada, de las 7:00 a las 9:00, otros 937 cohetes fueron lanzados para cubrir el avance de unos seiscientos miembros adicionales de Nukhba, que en este caso se centraron en tomar las comunidades fronterizas y planeaban adentrarse en Israel hasta la base de las fuerzas aéreas. Entre las 7:00 y las 8:00 a. m. se registraron combates en al menos 34 ubicaciones, si bien solo en once de ellas se encontraba desplegado el ejército israelí. La tercera oleada, que se desarrolló entre las 9:00 y las 14:00, un total de 435 milicianos de Nukhba se dirigieron a las zonas de combate para reforzar las posiciones de los que habían avanzado antes de ellos, cubiertos por el lanzamiento de más de mil cohetes. Además, durante la segunda y tercera oleada, unos 1325 miembros de Hamás, 580 de la Yihad Islámica Palestina y una serie de personas sin relación con los grupos paramilitares palestinos se unieron a la lucha. Otros ocho milicianos de Hamás lograron llegar a la zona de combate en parapentes motorizados. El ataque también se desarrolló por mar, donde 38 milicianos usaron siete lanchas, de las que cinco fueron destruidas y dos llegaron a la costa sin ser detectadas, y con ellas dieciséis milicianos que lograron alcanzar con éxito sus objetivos. Esta infiltración por mar supondría la muerte de diecisiete israelíes, tanto militares como civiles, en la zona de Zikim. En cuanto a las tropas israelíes, pese a que se trató de establecer una posición defensiva inicial, el abrumador número de cohetes que cayó sobre ellos les forzó a refugiarse en búnkeres, dejando el paso abierto a los milicianos palestinos. En otros casos, las tropas israelíes enviadas como refuerzo a algunas de las zonas de combate abandonaron su unidad y huyeron. A estas alturas del ataque, el ejército israelí puso en marcha la denominada Directiva Aníbal, que supone el uso de fuerza letal para evitar la toma de rehenes, incluso aunque esto supongo la muerte de estos. En algunos casos, la idea de que el ejército israelí asesinó deliberadamente a sus propios ciudadanos se vinculó con la «Directiva Aníbal», una controvertida política militar israelí que ordena el uso de la fuerza (incluso si supone una amenaza para la vida) para prevenir el secuestro de ciudadanos. La Directiva Aníbal ha sido fundamental para las falsas afirmaciones de que las fuerzas de seguridad israelíes asesinaron a tantos o más civiles que Hamás, y para minimizar los crímenes de guerra bien documentados contra civiles.
Milicianos de Hamás llevaron a cabo un desembarco anfibio en el kibutz Zikim. Fuentes palestinas afirmaron que la base local del ejército israelí fue asaltada. El ejército israelí declaró que había matado a dos atacantes en la playa y destruido cuatro embarcaciones, incluidos dos botes de goma. Los milicianos también tomaron una base militar en las afueras de Nahal Oz, dejando al menos 66 soldados israelíes muertos, seis desaparecidos y al menos otros siete capturados. Se informó de combates adicionales en la base militar de Reim, cuartel general de la División de Gaza. Más tarde se informó de que Hamás había tomado el control de la base y había capturado a varios soldados israelíes antes de que el ejército israelí recuperara el control de la base más tarde ese mismo día. Este ataque fue de especial importancia porque en dicha ubicación se encontraban las bases de operaciones de las dos brigadas destinadas a la frontera de Gaza, lo que hizo que no pudieran desplegarse para frenar los ataques sino que se mantuviesen siempre a la defensiva. La comisaría de policía de Sederot quedó bajo control de Hamás y sus milicianos mataron a treinta israelíes, tanto policías como civiles.
Pronto comenzaron a difundirse en redes sociales y por medios de comunicación imágenes y videos que parecían mostrar a milicianos fuertemente armados y enmascarados vestidos con uniformes negros conduciendo camionetas y abriendo fuego en Sederot, matando a docenas de civiles y soldados israelíes. Otros vídeos parecían mostrar a israelíes hechos prisioneros y un tanque israelí en llamas, así como a militantes conduciendo vehículos militares israelíes. Según algunos informes, los milicianos recibieron instrucciones de atacar poblaciones civiles, incluidas escuelas primarias y un centro juvenil, para «matar a tantas personas como fuera posible» y tomar rehenes para utilizarlos en futuras negociaciones.
Los medios israelíes informaron que siete comunidades quedaron bajo el control de Hamás, incluidas Nahal Oz, Kfar Aza, Magen, Be'eri y Sufa. También informaron que el paso de Erez quedó bajo control de Hamás, lo que les permitió ingresar a Israel desde otras partes de la Franja de Gaza. El comisionado de la policía israelí, Kobi Shabtai, dijo que había veintiún lugares activos de alto enfrentamiento en el sur de Israel. Esa misma mañana, se produjo una masacre en un festival de música al aire libre cerca de Reim que, según las autoridades israelíes, se saldó con al menos 260 muertos y numerosos desaparecidos. Los testigos relataron que milicianos en motocicletas abrieron fuego contra los participantes que huían, que ya se estaban dispersando debido al lanzamiento de cohetes que habían herido a algunos asistentes. Algunos de ellos también fueron tomados como rehenes. Los milicianos masacraron a civiles en Nir Oz y en kibutzim alrededor de la Franja de Gaza. Más de 200 civiles murieron en la masacre de Kfar Aza, 97 en la masacre de Be'eri y quince personas en la masacre de Netiv HaAsara, donde también tomaron rehenes y prendieron fuego a casas. También se informó de que se tomaron rehenes en Ofakim, mientras que se incendiaron casas en Sederot. Ningún residente de Nir Am resultó herido. Inbal Rabin-Lieberman, la coordinadora de seguridad de 25 años, junto con su tío Ami, encabezaron un destacamento de guardia que mató a varios milicianos que intentaban infiltrarse en una granja de pollos cercana. Disuadieron con éxito al resto de los militantes invasores de ingresar a la comunidad.
Hamás declaró que había tomado rehenes para obligar a Israel a liberar a sus propios prisioneros en cárceles israelíes, alegando que había tomado suficientes prisioneros para asegurar la liberación de todos los palestinos encarcelados (incluidos mujeres y niños). Varios grupos palestinos expresaron su apoyo a la operación. Las Brigadas de Resistencia Nacional, el brazo armado del Frente Democrático por la Liberación de Palestina (FDLP), laico-socialista, confirmaron su participación en la operación a través de su portavoz militar Abu Khaled, diciendo que habían perdido a tres combatientes en combate con el ejército israelí. El Frente Popular para la Liberación de Palestina (FPLP), otro grupo militante socialista palestino, y el grupo La Guarida de los Leones expresaron su apoyo a la operación y declararon máxima alerta y movilización general entre sus tropas, y las Brigadas de Abu Ali Mustafa (brazo armado del FPLP) publicaron videos de asaltos a las torres de vigilancia israelíes.
El ejército israelí calcula que capturó a 149 milicianos y mató a unos 1600, si bien Hamás disputa estas cifras.

#### Base militar de Nahal Oz
Uno de los principales objetivos del ataque fue la base militar israelí de Nahal Oz, a menos de un kilómetro de la valla fronteriza. La base estaba defendida por 162 soldados, aunque solamente 90 de ellos estaban armados, y servía como cuartel general de una unidad de combate y de otra de inteligencia. Aunque estaba preparada para resistir un ataque con misiles, no estaba diseñada para repeler un ataque por tierra; de hecho, en el momento del ataque, solo había un soldado montando guardia. Además, Hamás llevaba años recopilando información sobre la base y había llegado a tener un dosier tan completo como el de los propios servicios de espionaje israelíes. El ataque comenzó con una andanada de cohetes que pilló a la guarnición completamente por sorpresa e hizo que se pusieran rápidamente a cubierto en los refugios. Tan solo quince minutos después, unos 65 milicianos palestinos llegaron a la entrada de la base. Dos soldados de reconocimiento beduinos huyeron entonces de la base, y de tres vehículos de reconocimiento que habían ido a inspeccionar la valla, solo uno volvió, mientras que los otros dos huyeron a Sederot. Cuando los milicianos llegaron al refugio donde se escondían los soldados de vigilancia, lanzaron dos granadas de humo y una de fragmentación en su interior. Catorce de las 31 soldados en su interior trataron de huir; una fue abatida rápidamente, otras dos murieron por una granada y las once restantes se salvaron por la intervención de un dron. De las que se quedaron, tres fueron abatidas y siete capturadas. A las 8:09, varios tanques llegaron a la base y trataron de recuperarla, pero de los soldados que llevaron a cabo este contraataque, todos menos uno fueron abatidos. Dos tanques fueron destruidos con lanzagranadas RPG. En torno a las 9:00 llegó una segunda oleada de cincuenta milicianos palestinos a la base, y una hora después llegaron otros cien más de refuerzo. En torno a las 12:00, ante la dificultad para tomar la sala de mandos de la base, los milicianos lanzaron en ella granadas y líquido inflamable que provocó una densa humareda. Quince soldados murieron en el interior de esa sala. En torno a las 1:36 llegaron los primeros refuerzos israelíes, que siguieron combatiendo durante horas hasta que, finalmente, a las 17:00 recuperaron el control total de la base.
En total, en este ataque murieron 53 soldados israelíes, de los cuales 31 eran militares de combate y 22 de inteligencia; otros diez soldados fueron capturados, incluidos siete soldados de inteligencia y tres de una unidad de tanques. Del lado palestino, 35 milicianos de Hamás murieron en la base y otros diez en los alrededores. La toma de la base por parte de las milicias palestinas ha sido descrita como uno de los mayores desastres del ejército israelí durante la Operación Inundación de Al-Aqsa.

#### Kibutz Nahal Oz
Los milicianos palestinos que participaron en la operación Inundación de Al-Aqsa también lograron tomar el vecino kibutz Nahal Oz. Nada más comenzar el ataque, los daños causados por los cohetes supusieron un corte general de la electricidad en el kibutz, lo que a su vez desencadenó uno de los principales problemas para la defensa del kibutz: que la mayoría de los rifles estaban protegidos por un sistema de seguridad que quedó bloqueado por la falta de electricidad. Cuando el ejército israelí envió un primer destacamento de soldados de la brigada Golani a defender el kibutz, estos no pudieron acceder porque la puerta principal estaba también bloqueada sin electricidad. En una colina cercana tuvieron lugar los primeros enfrentamientos entre milicianos palestinos y soldados israelíes. En torno a las 7:05, los primeros hombres de Hamás lograron acceder al kibutz y se enfrentaron a un grupo de once policías de fronteras apostado allí, matando al jefe de seguridad del kibutz y al comandante de la policía. A las 10:00 llegó una segunda oleada de milicianos palestinos que lograron superar definitivamente la defensa israelí y tomar el asentamiento, y que llevaron a cabo el secuestro de ocho personas y el asesinato de nueve civiles. Por su parte, las fuerzas israelíes mataron también a tres civiles en uno de los muchos casos de fuego amigo que tuvieron lugar ese día. En torno a las 12:00 se produjo un nuevo enfrentamiento entre milicianos palestinos y soldados israelíes a las afueras del kibutz que resultó en la muerte de tres miembros de la unidad de comandos israelí Maglan. Entre las 13:15 y las 13:45, nuevos refuerzos israelíes fueron llegando al lugar y recuperando el territorio. En torno a las 17:30 cesaron los combates cuando todos los milicianos palestinos se retiraron a la Franja o fueron abatidos por los refuerzos israelíes.
En total, en el ataque al kibutz murieron 17 personas, de las que seis eran guardias de seguridad y dos eran extranjeros, y otras ocho personas fueron capturadas y llevadas a la Franja de Gaza. Dos de los fallecidos fueron víctimas de fuego amigo: Tomer Arava, que había logrado escapar de varios milicianos palestinos y fue abatido por soldados israelíes que le consideraron sospechoso, y su madre Dikla Arava, fallecida cuando un helicóptero israelí disparó contra el vehículo en el que estaba siendo transportada a la Franja de Gaza. Del lado palestino, el ejército israelí declaró haber matado a unos ochenta de los 180 milicianos que tomaron parte en la operación. El ataque también supuso la destrucción de numerosos edificios y campos de cultivo del kibutz.

#### Puesto militar de Paga
El puesto militar de Paga se encontraba a media distancia entre Nahal Oz y Beeri. Cuando comenzó el ataque, las sirenas antiaéreas sonaron y los treinta soldados del puesto se refugiaron en un búnker antiaéreo. Algunos se acababan de despertar e iban sin equipamiento. Mientras estaban refugiados, docenas de milicianos palestinos se infiltraron en el puesto militar. Unos ocho soldados salieron pronto del búnker y comenzaron a enfrentarse a los milicianos, pero el resto se hicieron fuertes en él y comenzaron a acumular muebles en su puerta para evitar que entrasen. Mientras tanto, los milicianos trataron de quemar el edificio y un humo pesado empezó a entrar en él, haciendo que algunos soldados se desmayasen. Cuatro soldados que intentaron salir fueron pronto abatidos. Sobre las 8:00 a. m. llegaron refuerzos israelíes en un vehículo blindado Namer. Los milicianos lograron destruir con explosivos la puerta blindada del Namer, atrapando a 17 soldados en su interior (varios de ellos heridos de gravedad) y deshabilitando su ametralladora. Una media hora después, los milicianos palestinos recibieron refuerzos de la Franja de Gaza. Los soldados israelíes se vieron sobrepasados y decidieron huir del puesto militar. Tras verificar que todos los soldados del puesto habían huido o muerto en combate, el Namer también huyó para llevar a los heridos a un hospital, dejando el puesto en manos palestinas. Una hora después, el ejército israelí mandó una unidad de comandos al puesto militar y, tras diversos combates, acabó recuperándolo. Doce soldados israelíes y un número indeterminado de milicianos palestinos murieron en la batalla.

#### Kibutz Beeri

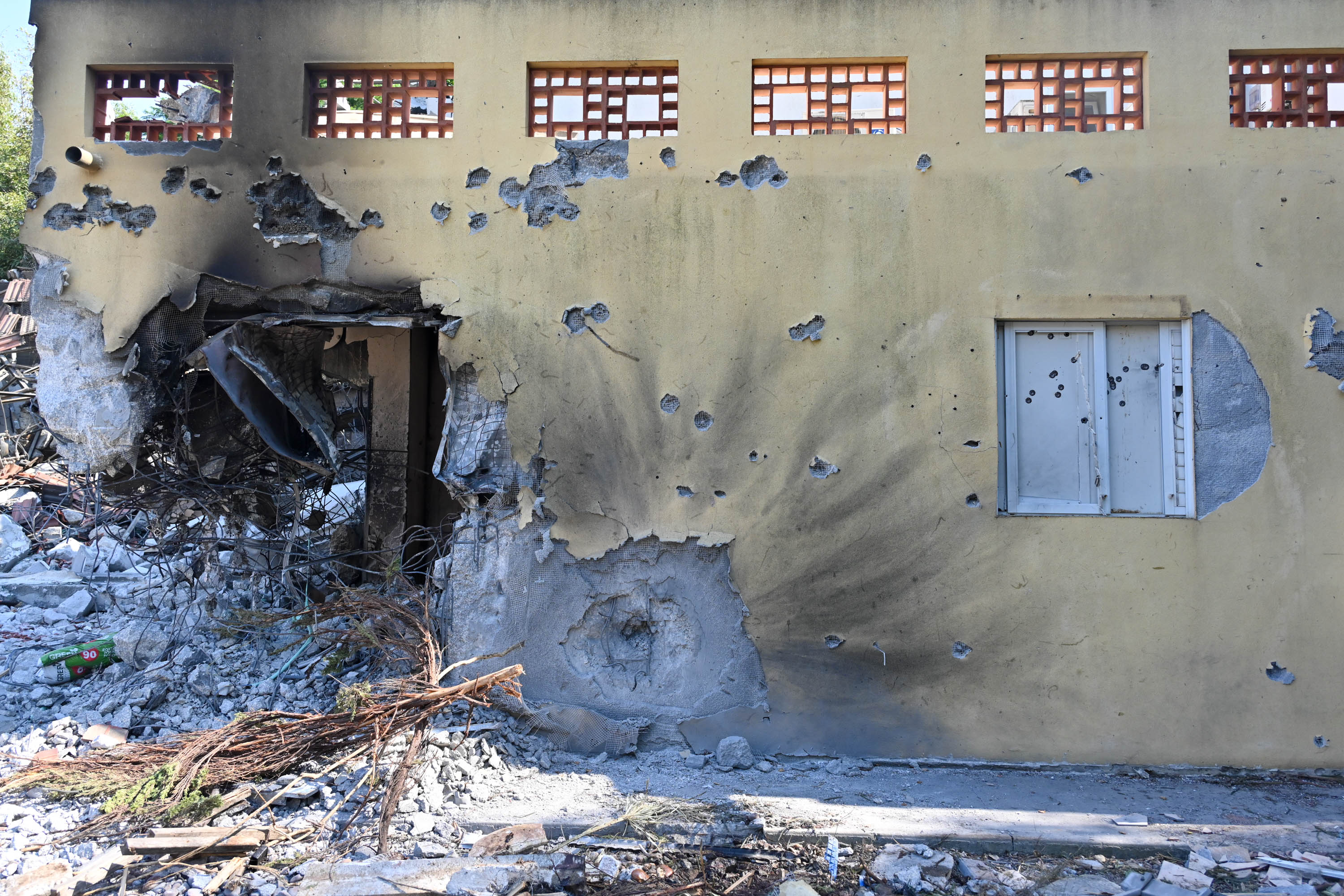
Edificio dañado por los combates en el kibutz Beeri.

El ataque y la consiguiente toma por parte de las milicias palestinas del kibutz Beeri supuso el mayor número de bajas israelíes en una sola comunidad ese día. El kibutz, que contaba con una población cercana al millar de habitantes, se encuentra relativamente cerca de la valla fronteriza, lo que hizo de él un objetivo prioritario de las milicias. La caída del puesto militar de Paga, conocido por el ejército israelí como "el protector de Beeri", selló su destino.
Los primeros milicianos palestinos, pertenecientes a la segunda compañía del Batallón de Nuseirat, llegaron al kibutz en motocicletas en torno a las 6:42 a.m., apenas doce minutos después del inicio del ataque. Más refuerzos fueron llegando a lo largo de la siguiente hora, y el último miembro de la compañía alcanzó su destino a las 7:20 a.m. Las milicias palestinas lograron abatir a los dos jefes de seguridad del kibutz muy pronto, lo que imposibilitó el acceso del resto de guardias a la armería local. Los restantes guardias de seguridad se acantonaron en una clínica dental mientras que cinco policías que habían llegado al lugar se retiraron al oír los disparos y no volvieron a aparecer por Beeri. A su vez, los palestinos usaron un buldócer para derribar la valla noroeste de la comunidad, facilitando así el acceso a la misma de los refuerzos. Las milicias se adentraron en la comunidad y fueron matando o secuestrando a sus residentes, prendiendo fuego después a las viviendas.
La sorpresa y la descoordinación del ejército israelí fue tal que, durante las primeras siete horas del ataque, solamente trece soldados pudieron unirse a los trece guardias de seguridad del kibutz, mientras que numerosas tropas se acumulaban a la entrada del mismo sin decidirse a acceder. A las 9:03 a.m., trece miembros del grupo de operaciones especiales israelí Shaldag fueron aerotransportados al kibutz en helicóptero. A esas alturas había unos 340 milicianos palestinos en el kibutz, de los que unos 120 eran comandos de la fuerza Nukhba, otros 70 eran miembros de Hamás, entre 100 y 150 eran de la Yihad Islámica y el resto no pertenecían a ningún grupo conocido. Cuando uno de los soldados israelíes de Shaldag resultó muerto y otro herido grave en los enfrentamientos, el comando decidió retirarse hacia la entrada para evacuar a los heridos, dejando más vulnerable aún al kibutz.

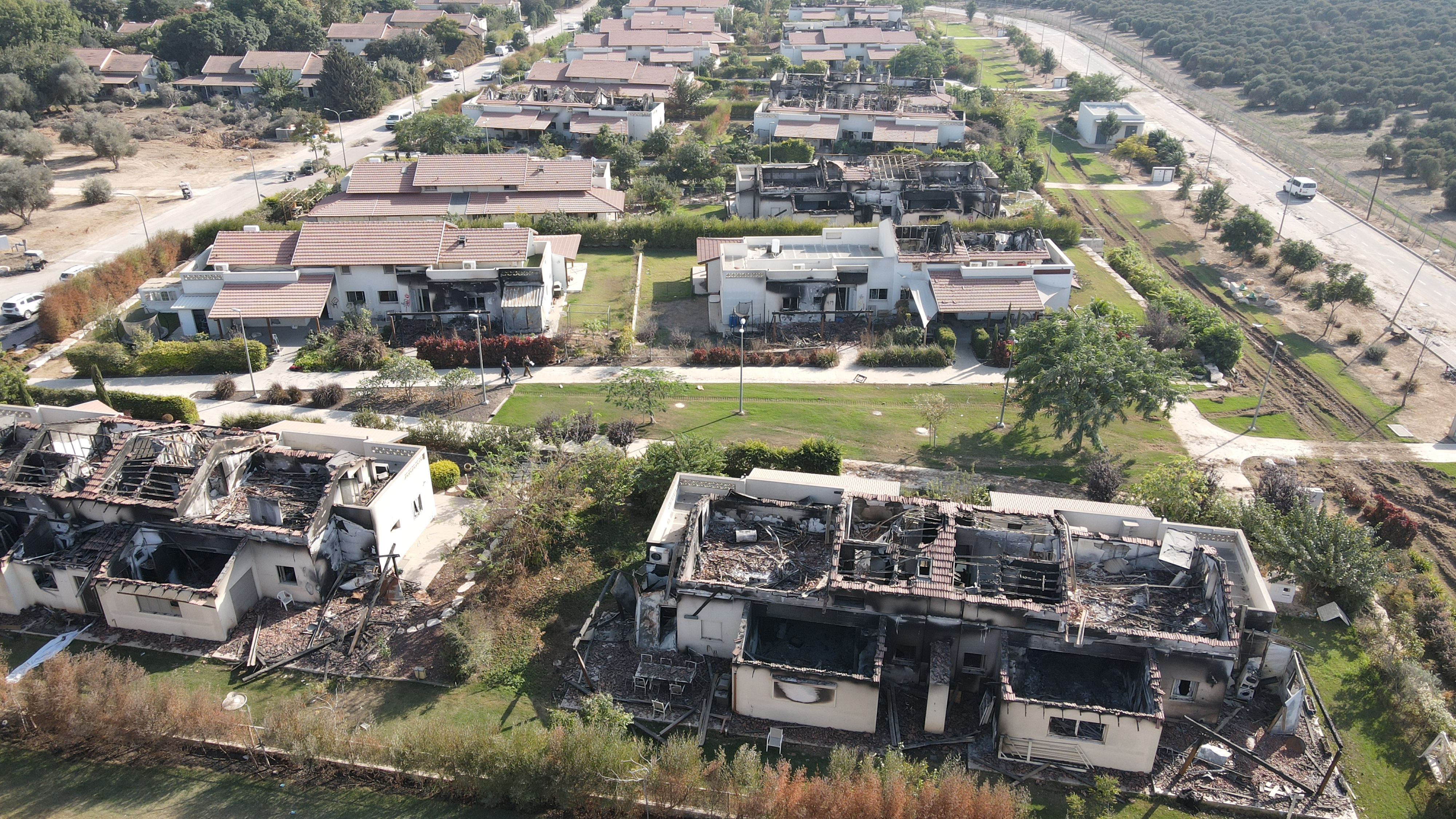
Vista aérea de Beeri tras el ataque.

Dos compañías más de milicianos de Hamás llegaron a Beeri en torno a las 12:15 a.m. provenientes del festival de música Nova, cerca de Reim. A las 1:00 p.m., las fuerzas palestinas ya habían capturado y transportado a la Franja de Gaza a 32 personas en el kibutz. Un grupo de miembros de la unidad Sayeret Matkal trató de llegar a Beeri a esa hora, pero se vieron retrasados por una emboscada de milicianos palestinos cerca de la entrada. En torno a las 1:30 a.m., miembros de Shaldag y Sayeret Matkal se adentraron por fin en el kibutz para barrerlo desde direcciones opuestas. Se calcula que aún quedaban unos doscientos milicianos palestinos hacia esa hora. Un grupo de ocho policías israelíes que trató de rodear el kibutz para acceder por su lado oeste fue emboscado por miembros de Hamás, que lanzaron RPGs contra sus vehículos, matando a los ocho policías. A las 5:00 p.m. llegaron los primeros tanques israelíes a Beeri.
De hecho, un tanque israelí protagonizó uno de los incidentes más controvertidos de los combates. Ocho miembros de las dos compañías de Hamás que habían llegado desde Reim decidieron hacerse fuertes en una vivienda y tomaron a quince civiles como rehenes: seis fueron ubicados en la parte exterior de la misma y nueve en su interior. Cuando los milicianos dispararon a grupo de soldados de la unidad Yamam desde la casa, estos respondieron con un disparo de RPG contra la misma. Un tanque israelí llegó poco después a las cercanías de la vivienda, momento en el que uno de los milicianos de Hamás se rindió y entregó consigo a una de las rehenes. Durante las siguientes horas, el tanque disparó hasta cuatro obuses contra la vivienda, y finalmente, en torno a las 8:00 p.m., las fuerzas especiales israelíes decidieron asaltar la casa. Trece rehenes murieron ese día en la vivienda, si bien todavía no se ha determinado cuantos de ellos perecieron por fuego amigo.
En total, del lado israelí, murieron 101 civiles y 31 soldados, policías y guardias de seguridad, mientras que otras 32 personas fueron capturadas y llevadas a la Franja de Gaza como rehenes. Al menos 125 viviendas resultaron dañadas o completamente destruidas en los combates. Del lado palestino, unos cien milicianos perecieron en el ataque y otros 18 fueron capturados vivos.

#### Base militar de Mopdaron
El ataque contra la estratégica base de Mopdaron, al sur de Nir Oz, fue uno de los más exitosos de toda la operación. Del lado palestino participaron un total de 35 milicianos que lograron tomar por completo la base y acorralar e inmovilizar a una compañía con aproximadamente el mismo número de soldados israelíes, evitando que pudiesen acudir a reforzar otras posiciones.
En torno a las 6:47, la mayor parte de los milicianos ya había conseguido penetrar en el perímetro defensivo de la base y se dirigieron hacia el comedor, donde se habían refugiado los soldados (incluidos los vigías de los puestos de control) tras la salva inicial de cohetes enviados desde la Franja veinte minutos antes. A las 7:00, los milicianos palestinos lanzaron un ataque completo contra el comedor de la base mientras que las fuerzas israelíes acorraladas en él establecían posiciones defensivas. Este combate duró aproximadamente tres horas, y durante el mismo murieron el comandante de la compañía y tres soldados más. A las 9:00, un grupo de cinco soldados empezaron a evacuar la base desde el sector norte. Entre las 10:30 y las 14:00 hubo tiroteos esporádicos por todo el perímetro de la base, pero la mayoría de bajas palestinas tuvieron lugar a partir de esa hora, durante la fase de retirada general hacia la Franja.
En total, cuatro soldados israelíes murieron y otros 17 resultaron heridos en el ataque, mientras que diez milicianos palestinos fueron abatidos en el mismo.

#### Kibutz Kfar Aza

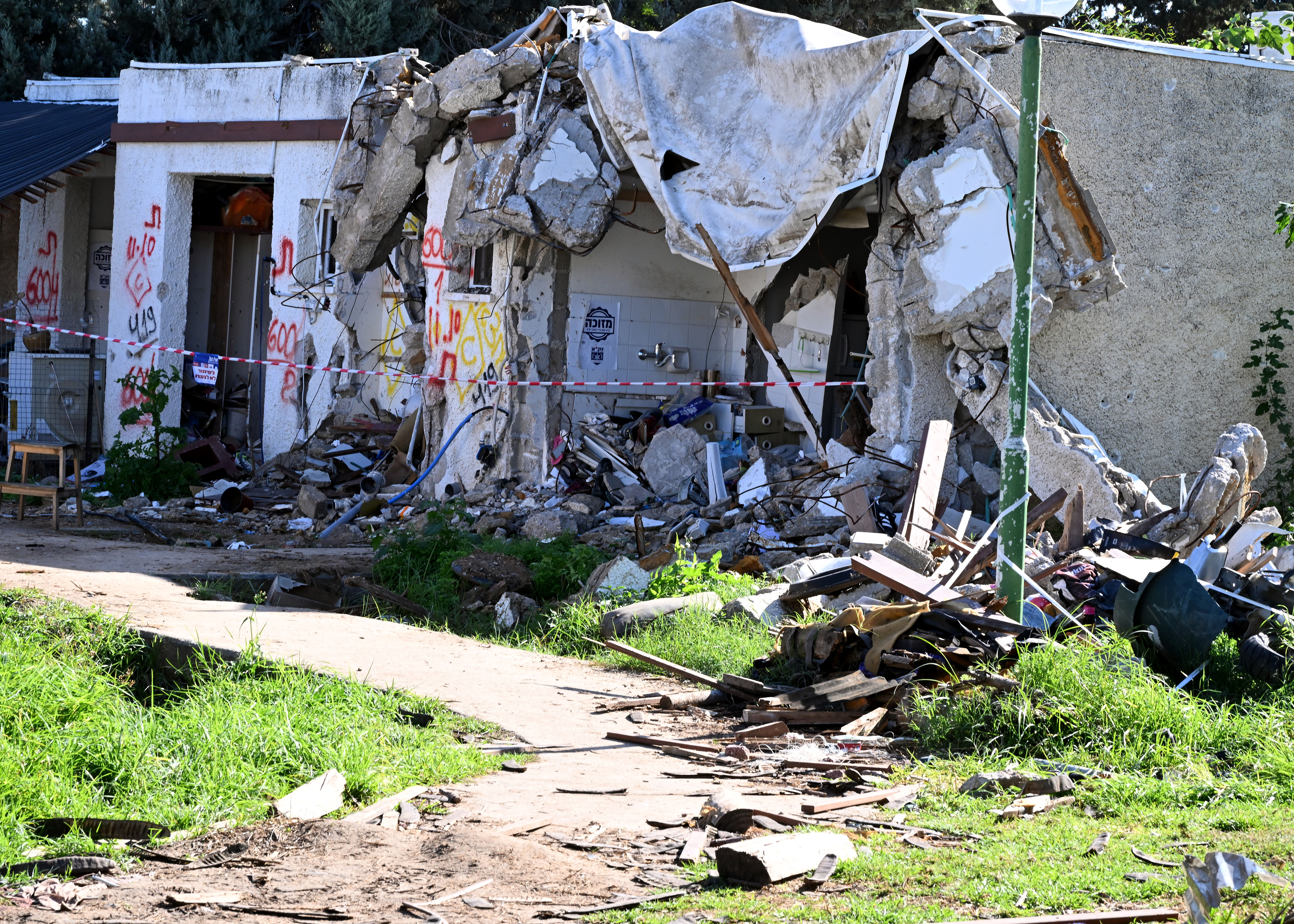
Viviendas destruidas en el kibutz Kfar Aza.

La toma palestina del kibutz Kfar Aza y su posterior recuperación por parte del ejército israelí supusieron una de las batallas más largas de la Operación Inundación de Al-Aqsa. A diferencia de otras batallas que tuvieron lugar ese día, docenas de milicianos se hicieron fuertes en numerosas viviendas de la localidad, lo que retrasó de manera considerable su reconquista.
En el kibutz Kfar Aza vivían aproximadamente 950 personas en el momento en el que comenzó el ataque, en el que tomaron parte unos 250 milicianos palestinos, de los que entre 120 y 165 eran miembros del comando de élite Nukhba. La avanzadilla del ataque la llevaron a cabo tres milicianos que se infiltraron usando parapentes motorizados aprovechando la cobertura proporcionada por la primera salva de cohetes lanzados desde la Franja. Aunque se ordenó a tres vehículos blindados israelíes que se dirigiesen al kibutz, el intenso fuego enemigo hizo que uno de ellos se echase atrás y que los otros dos se redirigiesen hacia Sederot, donde también se estaban desarrollando combates. Unos veinte minutos después del comienzo del ataque, dos camionetas cargadas de milicianos palestinos lograron acceder al kibutz tras forzar las dos puertas de acceso. Otros milicianos fueron llegando en motocicletas y, hacia las 7:00 a. m., ya había en Kfar Aza entre 50 y 80 atacantes palestinos. En torno a ese momento, un tanque israelí llegó a la entrada y comenzó a disparar contra los milicianos, pero pronto recibió órdenes de dirigirse a otro lugar y abandonó la zona. El equipo de guardias de seguridad locales se dirigió entonces a la armería para recoger las armas que estaban custodiadas allí, pero fueron emboscados a la salida de la misma, y siete de sus catorce miembros fueron abatidos. En torno a las 7:30 a. m., alrededor de 150 milicianos palestinos habían logrado tomar la localidad por completo.
El ejército israelí no empezó a llegar a ella hasta las 8:30 a. m., cuando 18 soldados de la Brigada Golani llegaron en un vehículo blindado Namer. En torno a las 10:30 a. m. llegaron también miembros de las unidades de élite israelíes Duvdevan y Maglan, varios de los cuales fueron abatidos en los combates iniciales. Sin embargo, el caos en el que se encontraba el ejército israelí en ese momento, con la completa derrota de la División de Gaza de la Brigada Sur, supuso que miembros de hasta 24 unidades distintas del ejército combatiesen en Kfar Aza sin coordinación alguna entre sí durante todo el primer día. Los milicianos palestinos se hicieron fuertes en el denominado "barrio de la la nueva generación", al que las fuerzas israelíes no lograron acceder durante las primeras horas del ataque y en el que fueron capturados la mayor parte de los rehenes entre las 10:30 a. m. y el mediodía. Hacia las 6:30 p. m. había ya en Kfar Aza más de setecientos soldados israelíes por entre cincuenta y cien milicianos palestinos. En torno a esa hora, varios soldados israelíes dispararon contra un vehículo que se dirigía hacía ellos y mataron a todos sus pasajeros, incluidos varios milicianos y el residente Eliyahu Orgad, que había sido capturado poco antes. Los combates se desarrollaron casa por casa y prosiguieron durante tres días, hasta la tarde del 10 de octubre, cuando finalmente se declaró controlada la situación.
Del lado israelí, la batalla supuso la muerte de 56 civiles, 18 guardias de seguridad, cinco soldados y un miembro del Shin Bet, el servicio de inteligencia interior israelí. Además, 19 civiles fueron capturados y llevados como rehenes a la Franja de Gaza. Prácticamente todas las casas del kibutz resultaron dañadas o destruidas en el ataque. Del lado palestino, un informe del ejército israelí afirma que se encontraron los cuerpos de 101 milicianos en el kibutz y otros 50 en los alrededores, mientras que tres más fueron capturados vivos.

#### Paso y base militar de Erez

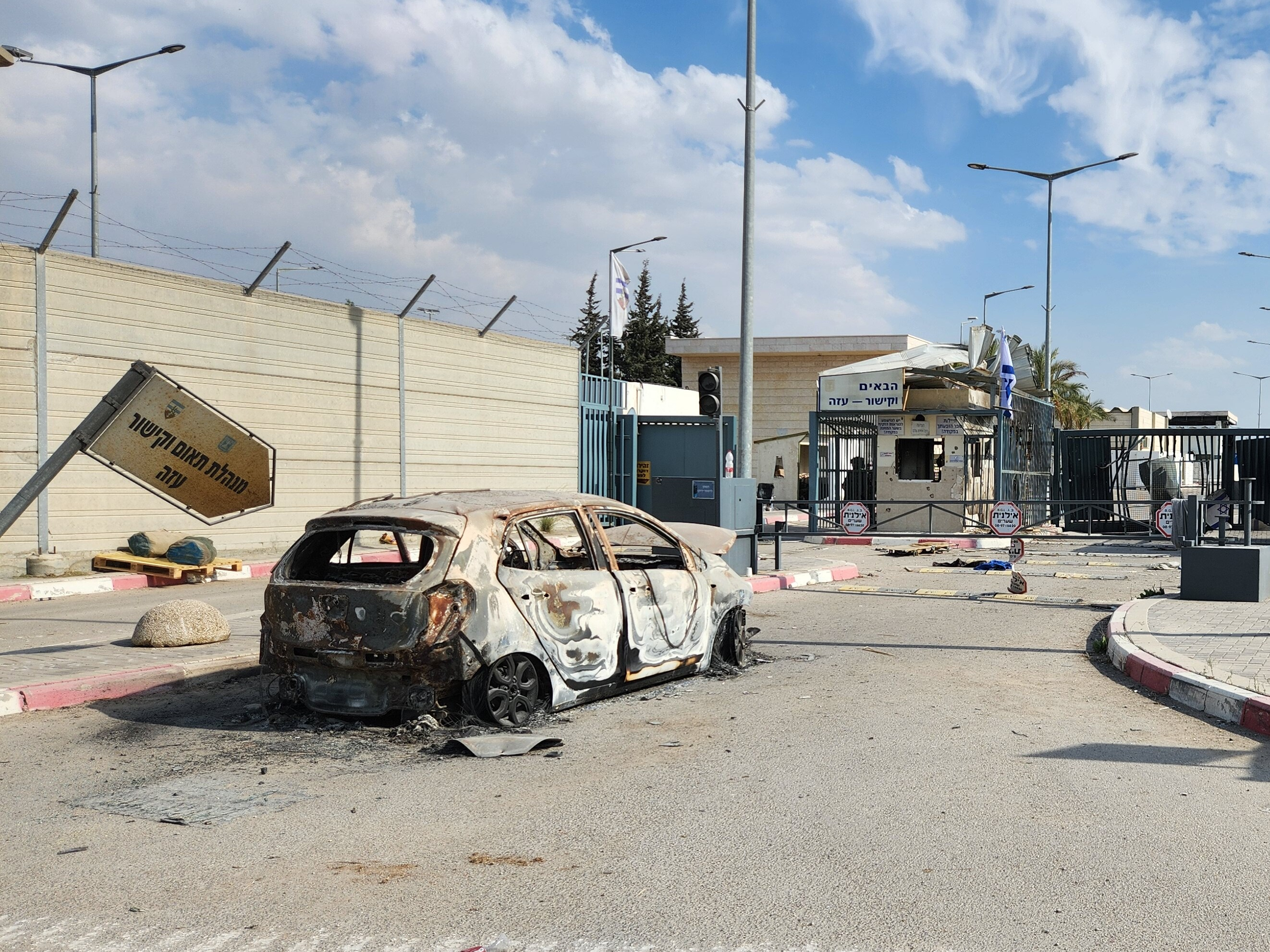
Entrada del paso de Erez y la base militar adyacente

En la toma del paso de Erez, uno de los principales pasos fronterizos entre la Franja de Gaza y el sur de Israel, participaron un total de 120 milicianos palestinos que lo atacaron en dos oleadas. Como en muchos otros lugares, el lanzamiento de miles de cohetes por parte de Hamás llevó a los soldados de la base militar adyacente a refugiarse en búnkeres antiaéreos. En torno a las 7:00 a.m., unos veinte milicianos de la unidad de élite Nukhba lograron tomar rápidamente la entrada del paso de Erez y llegar hasta el corazón del mismo, defendido por cinco guardias de seguridad que decidieron encerrarse en una habitación del complejo. Varios milicianos subieron hasta el tejado del paso fronterizo y se apostaron como francotiradores para apoyar el ataque contra la base militar de Erez; evitaron así que las tropas israelíes pudieran agruparse con los guardias de seguridad, por lo que estas se dirigieron al vecino kibutz Netiv HaAsara. Sin embargo, minutos después, estas tropas recibieron la orden de volver a la base y prepararse para su defensa. Algo después, los milicianos palestinos consiguieron infiltrarse también en la base por su puerta trasera y arreciaron los tiroteos. Tras tomar la entrada principal de la base, los milicianos se dividieron en varios grupos. Uno de ellos lanzó granadas en el comedor de la base, tras lo que cuatro soldados que se había escondido en un tubo de cemento cercano salieron corriendo del mismo, siendo dos de ellos abatidos. En los barracones, los milicianos palestinos mataron a tres soldados más y capturaron a otros tres, que fueron trasladados a la Franja de Gaza. Más o menos en esos momentos, el primer dron israelí llegó a la base y comenzó a disparar contra los milicianos, abatiendo a varios de ellos. Tras haber tomado casi toda la base, sobre las 8:30 a.m., los milicianos restantes se retiraron a la Franja y la mayoría de los soldados comenzaron a salir de sus refugios.
La segunda oleada de milicianos llegó sobre las 10:30 a.m. y constaba de unos cien efectivos, principalmente de la Yihad Islámica palestina y de otros grupos minoritarios. Accedieron a la base y procedieron a quemar sus instalaciones y a llevarse material. El comandante de la base huyó junto con otro soldado hacia Netiv HaAsara. Para cuando llegaron las tropas de élite israelíes de la unidad Yahalom, sobre las 3:00 p.m., los milicianos ya se habían retirado de la base. En torno a las 3:45 p.m., tropas israelíes accedieron al paso de Erez y rescataron a los cinco guardias de seguridad que se habían acantonado en una habitación. No encontraron ningún miliciano palestino en las instalaciones.
Según un informe del ejército israelí, como resultado del ataque, nueve soldados israelíes murieron y otros tres fueron capturados. Del lado palestino, nueve milicianos fueron abatidos entre el paso fronterizo y la base, y varias decenas más murieron por diversos ataques aéreos en las inmediaciones.

#### Kibutz Erez
En el kibbutz Erez hubo una pequeña escaramuza en la que una fuerza de unos quince o veinte milicianos palestinos trataron de infiltrarse en la localidad, defendida por guardias de seguridad de la misma y de la vecina Or Haner, así como por un tanque y por la aviación israelí en etapas posteriores del ataque. El ataque comenzó a las 6:28, cuando dos drones palestinos se adentraron en la zona, siendo uno abatido mientras el otro lograba llevar a cabo un ataque contra un puesto militar. A las 6:38, el comandante israelí de la zona ordenó a un tanque posicionarse entre la frontera y el kibutz, y este protagonizó los primeros enfrentamientos con los milicianos que llegaban desde la Franja. Poco antes de las 7:05, el tanque se dirigió al kibutz Nir Am, del que habían llegado noticias del ataque palestino. A esa hora llegaron varias camionetas con milicianos a la entrada trasera del kibutz, en la que se enfrentaron con el equipo de seguridad local. A las 7:45 fue abatido un mayor del ejército israelí en la reserva, pero sobre las 8:00 se sumaron a la defensa del kibutz los guardias de seguridad de la cercana comunidad de Or Haner. Los milicianos palestinos fueron avanzando y lograron acorralar a los defensores israelíes cerca de la entrada, pero estos fueron poco después rescatados por refuerzos. Tras lanzar un RPG y herir a varios guardias de seguridad, los milicianos se infiltraron brevemente en el kibutz rompiendo la valla de seguridad, aunque sobre las 10:30 fueron repelidos y se retiraron a la Franja.
En total, un guardia de seguridad israelí y dos milicianos palestinos fueron abatidos en el combate, mientras que otros seis murieron cuando trataban de volver a la Franja. Varios civiles israelíes resultaron también heridos ese día.

#### Sederot
Poco después de tomar la mayor parte de las comunidades fronterizas israelíes, las milicias palestinas se aventuraron algo más lejos y llegaron a la ciudad de Sederot, que con 38.000 habitantes es el principal municipio de cuantos se encuentran en las inmediaciones de la Franja de Gaza.
Diez cohetes fueron lanzados contra Sederot en los primeros 45 minutos del ataque, y un total de 45 cohetes en todo el día. Bajo su cobertura, 41 milicianos palestinos (prácticamente todos ellos de la unidad de élite Nukhba) traspasaron la valla fronteriza cerca del monumento conmemorativo de la operación Flecha Negra sin que las fuerzas israelíes se percataran. Como la mayoría de los habitantes de Sederot son judíos religiosos, muchos de ellos no leyeron el mensaje que avisaba de la presencia de milicianos palestinos en las calles, dado que en sabbat no tienen permitido usar el móvil, y salieron a las calles sin saber que se estaban desarrollando combates en ellas.
 

Los milicianos alcanzaron la ciudad en camionetas a las 6:58 a.m. y deambularon por sus calles disparando contra quienes se encontraban por ellas, llegando en torno a las 7:03 a.m. a las puertas de la comisaría local. Tras abatir a varios policías y civiles que iban llegando a ella sin saber de su presencia, se dispusieron a tomarla al asalto, por lo que los policías allí presentes se retiraron hacia el tejado, desde donde mataron a cuatro milicianos apostados en la entrada, forzando al resto a adentrarse también en la comisaría. En torno a las 7:20 a.m. comenzaron a llegar otros policías a las puertas de la comisaría. Entre las 8:00 y las 9:00 a.m. trataron de recuperar el control de la comisaría, pero fueron repelidos y sufrieron varios muertos. A las 9:52 a.m., la unidad de élite Yamam realizó un nuevo intento y logró tomar la planta baja, pero no se produjeron avances significativos en las siguientes horas. A las 1:30 p.m., usando una grúa, miembros de esta unidad lograron rescatar a los policías que se encontraban en el tejado. No habiendo más policías en su interior, la comisaría fue bombardeada consecutivamente con un lanzamisiles, un dron, un tanque y un helicóptero de combate a lo largo de esa tarde y noche. Todos los milicianos palestinos que trataron de escapar de ella fueron abatidos, el último de ellos a las 8:46 a.m. del 8 de octubre. En la toma y posterior reconquista de la comisaría de Sederot murieron los 26 milicianos palestinos que participaron en ella, así como diez policías y seis civiles israelíes.

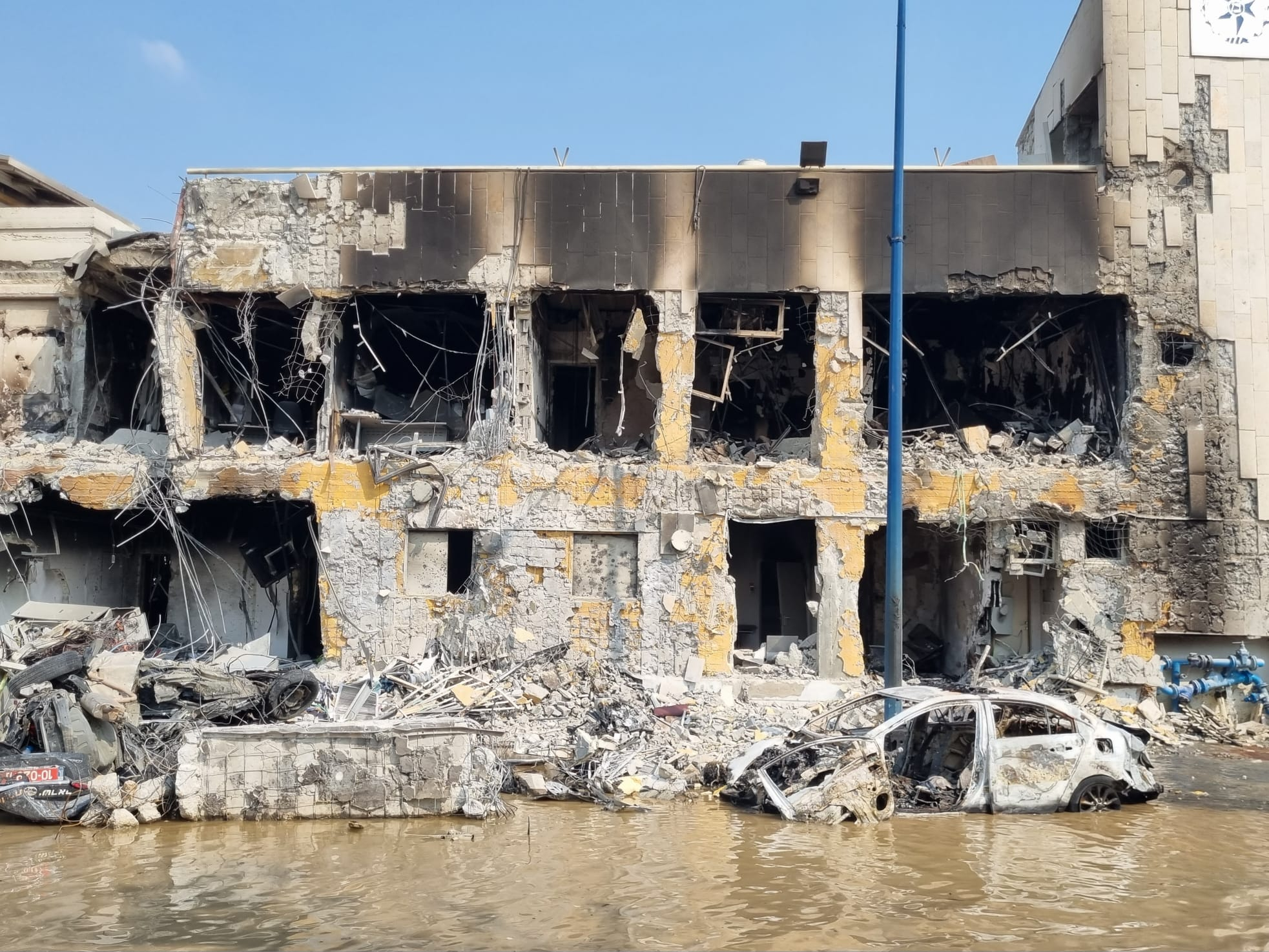
Restos de la comisaría de policía de Sederot tras ser retomada las fuerzas israelíes.

Nueve milicianos de Hamás se dirigieron al centro comercial Mall 7, a las afueras de la ciudad, y fueron atacando a cuantos civiles o policías se encontraban en el camino, incluido un grupo de trece ancianos que iban de excursión en un minibús cuya rueda pinchó, y que estaban esperando en una parada de autobús; aunque había un refugio antiaéreo en la parada, este se encontraba cerrado y no pudieron acceder a él. Cuando ya iban a abandonar la ciudad, los milicianos se encontraron de frente con un comando de la unidad Yamam y en el tiroteo murieron tres milicianos palestinos y un oficial israelí. Se retiraron entonces a la estación de tren de Sederot, donde fueron acumulándose soldados y policías hasta que, en torno a las 10 a.m., todos los milicianos habían sido abatidos. Este grupo de nueve milicianos fue responsable de la muerte de 27 civiles, dos bomberos y un soldado.
Otros cinco milicianos llegaron a pie desde la Franja de Gaza en torno a las 7:30 a.m. y atacaron el barrio de Azuza, donde trataron de acceder a diversas viviendas y a una sinagoga. En total, este grupo mató a tres civiles y un soldado antes de ser ellos mismos abatidos tras una serie de enfrentamientos.
Desde un punto de vista táctico, la llegada de los milicianos palestinos a la ciudad y la toma de varias intersecciones clave lograron desviar hacia ella a casi mil soldados israelíes, que se vieron así demorados a la hora de alcanzar otros frentes de batalla donde eran más necesarios. En el ataque a Sederot murieron 53 israelíes, 37 de los cuales eran civiles, once policías, dos bomberos y tres soldados (dos de ellos alcanzados por un cohete cuando ya se había expulsado a los milicianos de la ciudad). Del lado palestino, 39 de los 41 milicianos que participaron en el ataque fueron abatidos y los dos restantes fueron capturados vivos.

#### Kibutz Nir Oz

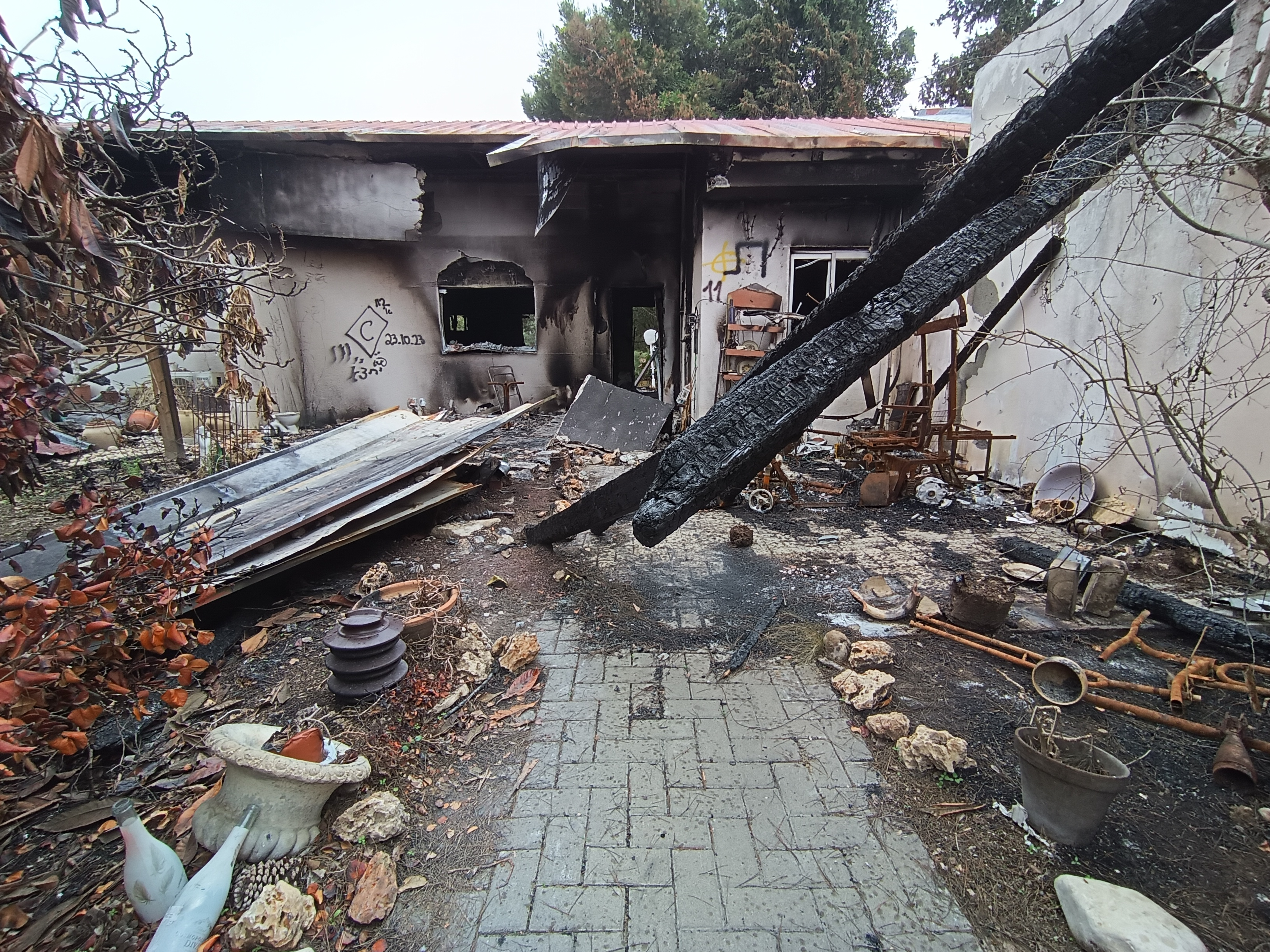
Restos de una vivienda en Nir Oz

Otra de las localidades fronterizas atacadas por milicianos palestinos durante la operación Inundación de Al-Aqsa fue el kibutz Nir Oz, con una población de 386 personas en el momento del ataque. Tras destruir casi todas las cámaras de seguridad con rifles de francotirador, unos cien milicianos de la fuerza Nukhba dieron inicio al ataque tomando la base militar de Mopdaron, en la que mataron a cinco soldados e hirieron a otros diecisiete. Nir Oz se encuentra cerca del punto en el que comandos palestinos lograron destruir un tanque israelí y capturar a los cuatro miembros de su tripulación, un ataque inmortalizado por una serie de fotografías que pronto se volvieron virales en la Franja. Esto hizo que corriera la voz de que no había soldados israelíes en la zona, por lo que a los milicianos de Nukhba pronto se les unieron entre doscientos y cuatrocientos milicianos más. Tras combatir contra los guardias de seguridad y abatirlos a todos, fueron entrando casa por casa hasta tomar 94 de las cien viviendas de que consta el kibutz. Un helicóptero israelí que acudió al lugar fue alcanzado y tuvo que retirarse para hacer un aterrizaje de emergencia en una base cercana. Un segundo tanque israelí llegó a la puerta del kibutz y, después de que dos de sus tripulantes resultasen heridos, se retiró sin llegar a entrar en el recinto de la comunidad y se dirigió a la carretera que lleva del kibutz a la Franja, donde comenzó a disparar contra milicianos con la ayuda de un segundo helicóptero. En aplicación de la Directiva Aníbal, este helicóptero disparó contra un vehículo que se dirigía hacia la Franja de Gaza y mató a varios milicianos y a Efrat Katz, uno de los secuestrados, además de herir a su hija y nietas. Otro incidente que tuvo lugar durante este ataque fue la liberación de la rehén Batsheva Yahalomi y de sus dos hijos, de diez y dos años, a los que sus captores dejaron volver al kibutz cuando estaban a punto de entrar en la Franja.
El ataque dejó un saldo de 47 muertos (41 residentes y 6 personas que huían del festival de música electrónica Psyduck) y 76 secuestrados, si bien solo 67 de ellos llegaron vivos a la Franja, y una enorme destrucción material en la localidad. Entre los muertos se encontraban doce trabajadores tailandeses y tanzanos, y cinco de los secuestrados eran también de estas nacionalidades. Solo se encontró el cadáver de un miliciano palestino en el kibutz, aunque unos sesenta cadáveres más fueron hallados entre este y la valla fronteriza. En uno de los mayores fracasos de toda la jornada, el ejército israelí solamente logró llegar al kibutz cuarenta minutos después de que el último miliciano hubiese evacuado la zona. Esta tardanza se debió a diversos motivos: por un lado, muchos de los oficiales del ejército israelí en la zona habían sido abatidos o heridos, lo cual supuso la ruptura de la cadena de mando. Por otro lado, ninguna alerta del ataque llegó hasta los altos mandos del ejército, lo que les hizo ignorar la situación en la zona. Además, las bases militares cercanas fueron rápidamente tomadas por los milicianos palestinos, por lo que sus tropas no pudieron reforzar las defensas del kibutz. Por último, la estrategia palestina de crear trampas y emboscadas en las carreteras de acceso, así como la batalla de Sederot, ralentizaron significativamente la llegada de las primeras tropas.

#### Moshav Netiv HaAsara
El moshav Netiv HaAsara fue atacado por tres miembros de un comando palestino que logró infiltrarse en la misma usando parapentes motorizados. Cada uno de ellos aterrizó en un lugar distinto del moshav y desarrolló el ataque de manera independiente. A pesar de que el ejército israelí llegó a la zona relativamente pronto, y a pesar de que en la comunidad había 29 personas armadas, los comandos palestinos mataron a diecisiete personas en ella sin apenas oposición, incluidos tres de los guardias de seguridad. De hecho, la mayoría de los 25 guardias se quedaron armados en sus viviendas en lugar de salir a enfrentarse a los milicianos, pues su jefe temía que fuesen abatidos por soldados israelíes si se aventuraban fuera de sus hogares. Tan solo media hora después de que se iniciase el ataque, ocho soldados israelíes llegaron a la comunidad. Sin embargo, fueron unos cuantos guardias de seguridad los que se enfrentaron a los tres milicianos en una serie de encuentros en los que murieron un guardia y un miliciano. Los otros dos comandos palestinos huyeron a la Franja de Gaza poco después. Horas después, cuando ya se había reforzado la presencia del ejército israelí en Netiv HaAsara, otros siete milicianos palestinos que no pertenecían a Hamás ni a la Yihad Islámica se infiltraron en el moshav: cuatro fueron capturados y los otros tres lograron retirarse a Gaza. Así pues, en total, el ataque se saldó con la muerte de diecisiete israelíes y un palestino, además de la captura de cuatro milicianos palestinos más.

#### Base militar de Zikim
La base militar de Zikim, al norte de la Franja de Gaza, fue uno de los numerosos objetivos militares de la operación Inundación de A-Aqsa. Al inicio del ataque se encontraban en la base cien reclutas y 41 soldados, de los que unos veinte eran oficiales. Coordinado con el lanzamiento de misiles, un grupo de comandos navales de la unidad de élite Nukhba llevaron a cabo un ataque anfibio diversos objetivos en el área de Zikim. El ataque comenzó sobre las 6:33 a.m. bajo la cobertura de los miles de cohetes que estaban siendo lanzados en ese momento. Un total de 38 comandos iniciaron el ataque en seis lanchas motoras y un barco pesquero. Se desplazaron a una velocidad de 30 km/h y avanzaron muy cerca de la costa, a entre 400 y 500 metros de la playa. De las siete embarcaciones que partieron, la marina israelí destruyó cinco; de los 38 comandos anfibios, 22 fueron abatidos y los otros 16 lograron llegar a la playa. Según el ejército israelí, los botes se dirigían hacia la terminal petrolífera de Ascalón, pero cuando el primero de ellos fue destruido, el segundo decidió desembarcar cerca de la base de Zikim, donde tres de los comandos se unieron con otros milicianos que habían traspasado la valla fronteriza e iniciaron el ataque. Un tercer bote llegó cerca de la terminal, pero fue destruido por la seguridad del puerto de Ascalón. El cuarto bote desembarcó directamente en la playa de Zikim, donde cinco comandos comenzaron el ataque. Un quinto bote fue parcialmente dañado, pero logró desembarcar tres comandos cerca de la estación petrolífera. El sexto se dirigió también a la playa de Zikim, donde bajaron siete milicianos, dos de los cuales fueron abatidos por los barcos de la marina israelí. El séptimo de los botes llegó a desembarcar cerca de la base militar de Zikim, pero cuatro milicianos murieron de camino y otros dos fueron abatidos a la entrada de la base.
El lanzamiento inicial de misiles destruyó la red eléctrica del complejo militar, por lo que los soldados quedaron incomunicados. Sobre las 7:00 a.m., los primeros milicianos palestinos llegaron al puesto de avanzada de Yiftach tras haber traspasado la valla fronteriza con camiones y motocicletas. Solo cinco soldados israelíes se dispusieron a enfrentarse a los milicianos, mientras que el resto se atrincheraron en posiciones seguras. Los cinco soldados fueron pronto sobrepasados y abatidos. De los soldados que se habían refugiado en el puesto de Yiftach, dos morirían y varios más resultarían heridos en más de doce horas de tiroteos y enfrentamientos con los milicianos palestinos. Tras tomar el puesto de Yiftach, dos milicianos palestinos se acercaron a la valla perimetral de la base de Zikim para buscar una entrada mientras que otros dos se apostaron en una colina cercana con rifles de francotirador. Los milicianos atacaron entonces un puesto avanzado al sur de la base: dos oficiales israelíes murieron y otros cinco resultaron heridos, mientras que del lado palestino fueron abatidos dos milicianos. En torno a las 7:02 a.m. llegaron a la base un grupo de civiles que huían de la playa cercana, a quienes se les permitió que se ocultaran en el refugio antiaéreo. Se iniciaron poco después combates en la puerta de acceso a la galería de tiro, donde un oficial israelí fue herido de gravedad en un ojo. Sobre las 8:13 a.m., milicianos palestinos dispararon un RPG contra los oficiales que defendían la entrada, matando a cuatro de ellos. Gracias a ello, dos milicianos pudieron acceder a la base. Uno de ellos, que se había quedado sin munición, estuvo caminando por toda la base unos 40 minutos en busca de balas. El segundo encontró el lugar donde se escondían los reclutas y logró matar a uno de ellos antes de ser él mismo abatido. En torno a las 8:30 a.m., otros dos milicianos palestinos llegaron a la puerta principal de la base; uno fue abatido y otro herido por el oficial a cargo de su vigilancia. A las 9:15 a. m., tropas de refuerzo mataron al último miliciano en la base. En total, el ataque a la base de Zikim supuso siete soldados israelíes muertos (seis de ellos, oficiales) y siete heridos, mientras que la toma del puesto de avanzada de Yiftach causó siete militares muertos y numerosos heridos.

#### Playa de Zikim

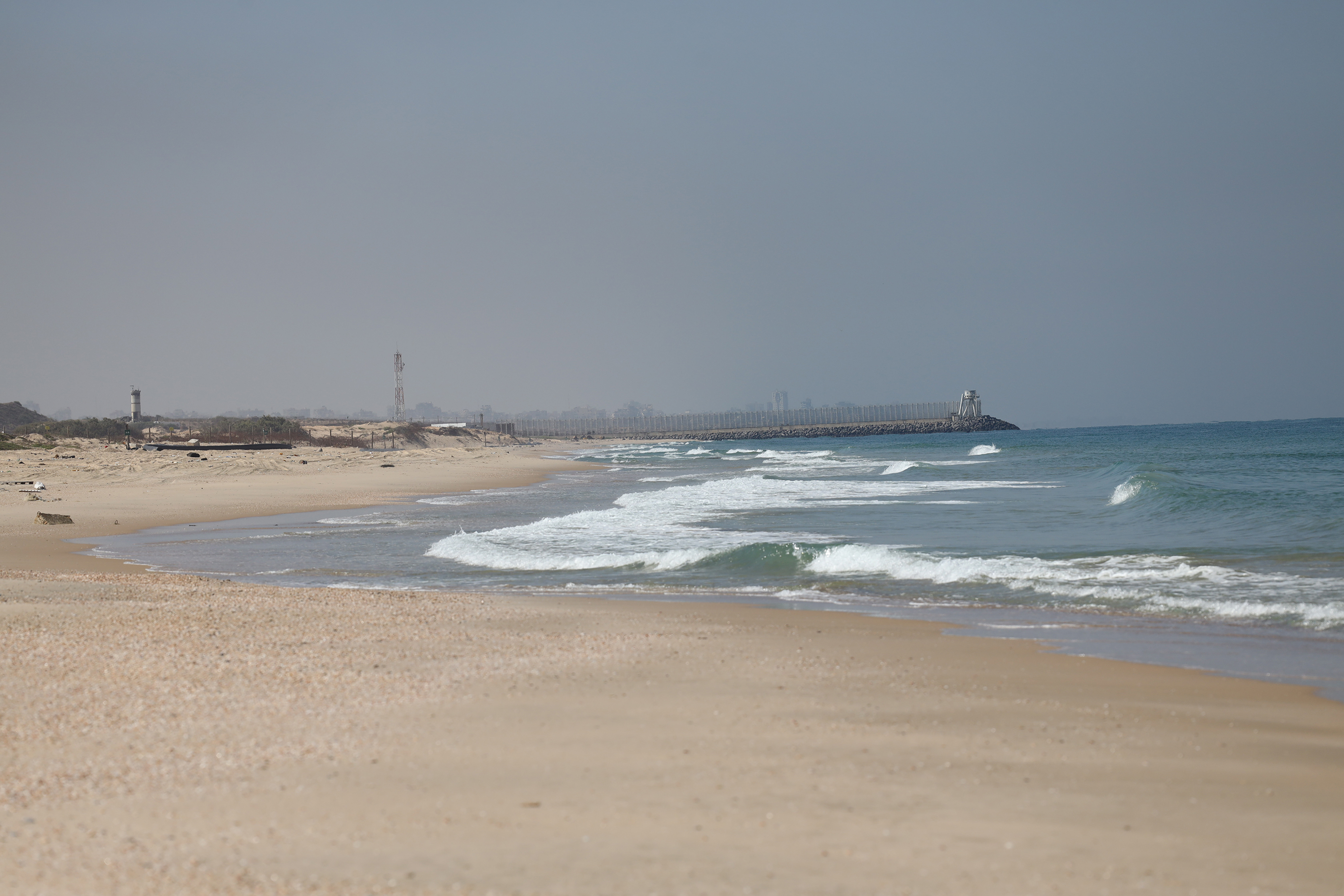
Lugar de la playa de Zikim donde atacaron los comandos navales palestinos, con la valla fronteriza al fondo.

Dos de las siete lanchas con comandos palestinos desembarcaron en la playa de Zikim. Una pequeña fuerza militar israelí de la Brigada Golani consistente en siete soldados se habían dirigido previamente a la base de Zikim para cobijarse de los cohetes, pero sobre las 6:42 a.m. volvieron a la playa ante las noticias de un ataque palestino en ella. Llegaron a la playa justo cuando el segundo bote de comandos palestinos hacía tierra e intercambiaron disparos con ellos desde varios puntos. Sin embargo, cuando los perdieron de vista, decidieron retirarse a un lugar seguro en un aparcamiento, dejando atrás a veinte civiles, ocho en cuartos de baño y doce en un refugio antiaéreo, a quienes habían ordenado que no se moviesen del lugar. Los comandos palestinos atacaron a los soldados, dos de los cuales mantuvieron la posición mientras otros cinco huyeron. Entonces los milicianos accedieron al cuarto de baño donde se refugiaban ocho civiles, siete de los cuales fueron asesinados. Uno de los dos soldados que habían permanecido en la playa corrió hacia los baños y fue inmediatamente abatido por los milicianos, que tomaron su arma. Los diez comandos palestinos que habían llevado a cabo el ataque se dirigieron entonces al cercano kibutz Zikim, seis de ellos a pie y los otros cuatro en un jeep abandonado por los soldados. Entre veinte y treinta civiles lograron huir y refugiarse en la base militar cercana. En total, las bajas israelíes en la playa de Zikim fueron de diecisiete civiles y un militar muertos.

#### Kibutz Zikim
En el cercano kibutz Zikim, el equipo de seguridad local, alertado por la marina, se dispuso a preparar la defensa de la comunidad con armas de asalto. El ataque palestino fue un fracaso, pues no lograron tomar el kibutz y los diez milicianos que llegaron a él desde la playa murieron en el ataque. Dos de ellos fueron abatidos a las 7:20 a.m., poco después del inicio del asalto. Los milicianos lanzaron entonces hasta ocho granadas de mano contra los guardias de seguridad, varios de los cuales resultaron heridos. Un oficial del Shin Bet llegó al kibutz de camino a la base cercana y, tras un breve intercambio de disparos, fue abatido por los milicianos. En torno a las 8:45 a.m., tropas de la unidad de élite israelí Maglan comenzaron a llegar al kibutz alertados por su comandante, que vivía en él. Abatieron a otros dos milicianos palestinos antes de que los seis restantes decidieran abortar el ataque y retirarse.
El ataque en torno a la base, la playa y el kibutz Zikim se alargó varios días. El 8 de octubre, dos milicianos palestinos fueron abatidos por un bombardeo de la marina israelí en la playa. El 10 de octubre, uno de los milicianos que había desembarcado cerca de la estación petrolífera fue abatido en un intercambio de disparos que dejó también un soldado herido. Al día siguiente, numerosos soldados de élite de la unidad Maglan se enfrentaron a dos milicianos palestinos en torno a un refugio antiaéreo. Los milicianos mataron a tres soldados e hirieron a otros siete antes de ser ellos mismos abatidos.

#### Kibutz Alumim
El ataque al kibutz Alumim no resultó tan efectivo para los milicianos palestinos que lo llevaron a cabo, pues apenas lograron infiltrarse en él y se vieron frenados por los guardias de seguridad locales. El ataque, en el que tomaron parte unos cien milicianos, tenía como objetivo tanto el kibutz como el puesto militar adyacente, pero las fuerzas palestinas no llegaron nunca hasta el segundo y se atascaron combatiendo alrededor y en el interior del kibutz.
Apenas media hora después del inicio del ataque, unos diez milicianos llegaron al kibutz en cinco motocicletas y se infiltraron por su puerta trasera. Se dirigieron entonces hacia la puerta principal, en la que se hallaban multitud de personas que habían huido del festival de música de Reim, y abatieron al menos a veinte de ellas, ocho de las cuales se encontraban en un refugio antiaéreo al que lanzaron granadas. Poco después llegaron a la zona soldados israelíes de la Brigada Golani que se enfrentaron a los milicianos y lograron detener su avance. Para cuando los milicianos se retiraron poco después, los guardias de seguridad locales aún no sabían que el kibutz estaba siendo atacado. Tras armarse, acudieron a una vivienda en la que se había refugiado el israelí Ofek Atun, que había huido del festival de Reim, y lo abatieron. Sobre las 8:40 a. m., otros diez milicianos palestinos llegaron a la entrada del kibutz y fueron repelidos por los guardias de seguridad, perdiendo a tres hombres. Media hora después, otros quince milicianos accedieron al kibutz por la puerta trasera y se enfrentaron a los guardias de seguridad; algunos de ellos llegaron hasta las viviendas de los trabajadores agrícolas extranjeros, mataron a 22 de ellos y secuestraron a otros dos. Otros cuarenta milicianos de la fuerza Nukhba llegaron poco después a la entrada principal del kibutz, donde se enfrentaron a tiros con las fuerzas locales. En torno a las 11:40 a. m. llegaron al kibutz refuerzos israelíes en helicópteros y comenzaron a tomar el control en la zona. Ya por la noche, cuando habían cesado los combates, un trabajador agrícola tailandés de un kibutz cercano trató de acceder a Alumim saltando la valla y fue abatido por soldados israelíes.
Del lado israelí, en el kibutz murieron 57 civiles (incluidos los 22 trabajadores agrícolas procedentes de Nepal y Tailandia), cinco guardias de seguridad, cuatro soldados y un policía, mientras que otras cinco personas fueron capturadas y llevadas a la Franja de Gaza, dos de los cuales eran extranjeros. Dos de los fallecidos (un civil israelí y otro extranjero) murieron por fuego amigo. Por otro lado, en la redonda de acceso al kibutz, casi tres docenas de civiles fueron abatidos tras haber logrado huir del festival de música de Reim, al sur de Alumim, y otros tres fueron secuestrados. Del lado palestino, según las cifras del ejército israelí, cuarenta milicianos fueron abatidos en el kibutz y en torno a él, mientras que otros diez fueron capturados con vida.

#### Kibutz Nirim

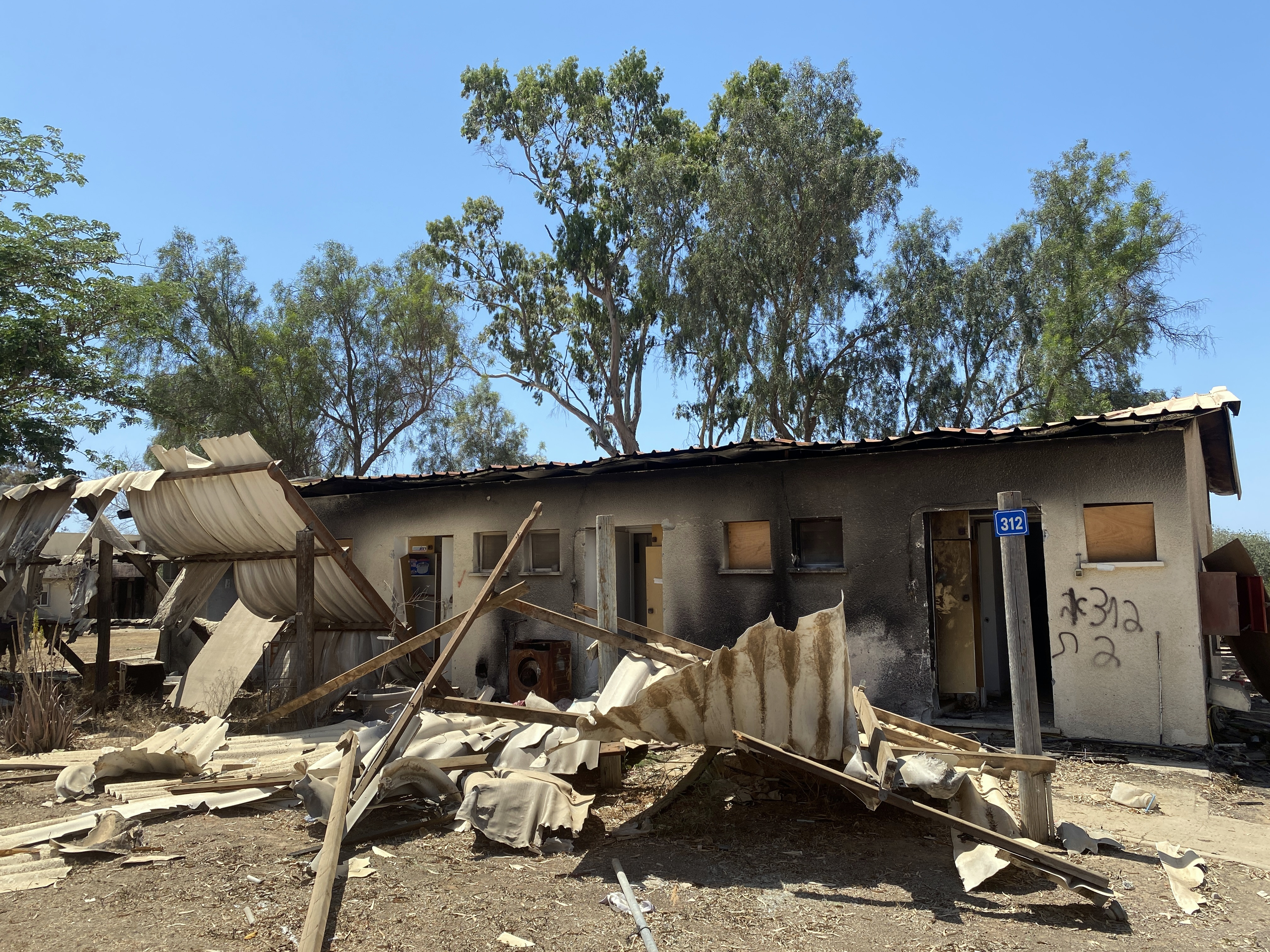
Vivienda dañada en el kibutz Nirim durante la operación Inundación de Al-Aqsa

El kibutz Nirim, vecino de Nir Oz, también fue uno de los objetivos de la operación Inundación de Al-Aqsa. En concreto, unos 150 milicianos palestinos atacaron el kibutz, incluidos 64 miembros de Hamás, 40 de la Yihad Islámica y otros 50 de otras milicias. Nirim fue defendido por parte de los 239 soldados israelíes asignados a esa parte de la frontera y por el propio comandante de la División de Gaza.
A las 6:33 a.m., apenas comenzado el ataque y en mitad del lanzamiento de miles de cohetes, los milicianos palestinos volaron una parte de la valla fronteriza de la sección de Nirim y demolieron una puerta de acceso de la misma con un buldócer. Por ambas brechas comenzaron a adentrarse numerosos milicianos. Dos tanques y un transporte blindado israelíes del puesto militar Casa Blanca, adyacente a Nirim, se dirigieron a su encuentro. Otras tropas israelíes se emplazaron a las afueras de Nirim. A las 6:40 a.m., once milicianos palestinos llegaron en motocicletas a la entrada del kibutz y se adentraron rápidamente en él. El comandante de la Brigada Sur del ejército israelí, Asaf Hamami, y dos de sus subordinados se dirigieron a enfrentarse con ellos; abatieron a tres milicianos, pero el propio Hamami fue herido de muerte y los otros dos soldados morirían en los siguientes minutos. De los ocho milicianos palestinos restantes, cuatro se internaron en el kibutz y otros cuatro recogieron los cuerpos y el vehículo de los militares caídos para transportarlos a la Franja. Mientras tanto, el tanque ubicado al sur de Nirim abatió a varios milicianos antes de ser atacado con un RPG y de que sus cuatro tripulantes fueran capturados. Numerosos vídeos de este tanque destruido y de la captura de los soldados circularían por la red, y la imagen de civiles palestinos subidos en él con la bandera nacional se volvió una de las imágenes icónicas del día.
En torno a las 7:10 a.m., los milicianos de Hamás atacaron y capturaron el puesto militar Casa Blanca, donde mataron a un soldado israelí y capturaron a otro. De los refuerzos enviados por el ejército israelí, tres más murieron y otro resultó herido grave en los combates por el control de puesto. A las 7:39 a.m. llegó otro tanque israelí a Nirim pero, tras varios enfrentamientos y confundiendo la ausencia de disparos con un control consolidado del kibutz, se marchó otra vez en dirección al puesto militar Casa Blanca. En realidad, los ocho milicianos palestinos que habían accedido al kibutz al inicio del ataque seguían actuando libremente en él. El tanque abatió a varios milicianos antes de seguir su camino hacia Nir Oz. Por su parte, a las tropas supervivientes se les ordenó dirigirse a la base Mopdaron mientras refuerzos palestinos llegaban a Nirim y se unían a los ocho milicianos allí presentes. Ante la falta absoluta de defensas, los milicianos pudieron prender fuego a una serie de viviendas y trasladar a la Franja a varios de los rehenes. Ya en torno a las 10 a.m., los miembros del equipo de seguridad local decidieron salir de sus casas y enfrentarse a los pocos milicianos que quedaban en Nirim. La llegada de un helicóptero a las 11:20 a.m. terminó por empujar a los milicianos fuera del kibutz. Cuarenta soldados israelíes llegaron en torno a las 1:30 p.m. y se enfrentaron a siete milicianos aislados, que fueron abatidos. Los tiroteos siguieron en el kibutz hasta el día siguiente, cuando murieron los últimos milicianos palestinos escondidos o acantonados en viviendas del kibutz.
El ataque se saldó con la muerte de cinco civiles israelíes y con el secuestro de otros cinco, así como con la muerte de diez militares y la captura de otros dos. Entre las bajas castrenses se contó la de Asaf Hamami, comandante de la Brigada Sur del ejército israelí. Las distintas milicias palestinas perdieron unos 65 combatientes, cincuenta de ellos en el camino entre la Franja y el kibutz y otras quince en el interior del mismo.

#### Base de Reim
Uno de los principales objetivos de los milicianos palestinos fue la base militar de Reim, cuartel general de la División de Gaza del ejército israelí. Hamás había ido recopilando un importante volumen de información de seguridad sobre la base, lo que le permitió ejecutar el ataque con mayor precisión. La defensa israelí de la base se caracterizó por una completa falta de coordinación entre las distintas unidades, mientras que el jefe de la División se encontraba encerrado en el centro de mando tratando de organizar la defensa de todas las comunidades fronterizas.
En torno a las 6:36, los primeros milicianos palestinos llegaron a la entrada de la base y se enfrentaron con una partida que había salido para cerrar la puerta de entrada principal y que se retiró a la base. Cuando un grupo de soldados trató de acudir al kibutz Nahal Oz, en torno a las 6:50, se encontraron con varios civiles que habían sido heridos en las carreteras adyacentes. Cuando finalmente salieron de la base en un vehículo blindado, cerca de las 7:00, se toparon con un destacamento de quince motocicletas, cada una con dos milicianos palestinos, así como con una camioneta también con milicianos, por lo que decidieron retirarse de nuevo a la base. En torno a las 7:15, los milicianos se hicieron con la entrada de la base y establecieron varias posiciones para acometer emboscadas a los soldados que tratase den entrar o salir de la base. Poco después, un soldado de la División de Gaza y su padre llegaron en coche a la base y fueron abatidos por los milicianos palestinos. Sobre las 7:40 llegó una nueva oleada de milicianos; de los 60 que atacaron la base, la mitad se dedicó a rodear su perímetro para aislarla completamente, mientras que la otra mitad acometió el ataque propiamente dicho. Cinco minutos después, un miliciano fue abatido tratando de acceder por la entrada de la base mientras que otros treinta accedían por un lateral, después de haber roto la valla perimetral. Un grupo de milicianos se adentró por el dormitorio masculino, donde perdieron a un hombre y abatieron a un soldado y, tras perder a un segundo miliciano, decidieron retirarse. En otra zona de la base, un teniente coronel israelí fue abatido en torno a las 8:45. Los milicianos lograron llegar hasta la oficina del comandante de la Brigada Norte, que no se encontraba en ella. También tomaron la clínica, la sinagoga, el comedor, la cantina y el pabellón deportivo. Poco después de las 10:00, helicópteros y tropas de refuerzo fueron llegando a la base y a las 11:00 comenzó un nuevo tiroteo en torno al auditorio en el que murieron un miliciano palestino y dos soldados de la unidad de élite Shaldag, que también sufrió tres heridos en este encuentro. El comandante de la unidad del Shaldag ordenó que se detuviese todo combate para vigilar los cadáveres y evitar que se los llevasen. Para cuando llegaron nuevos refuerzos a mediodía, todos los milicianos se habían retirado ya de la base.
El ataque se saldó con cuatro soldados muertos y siete heridos dentro de la base y con otro soldado y un civil (el padre del soldado) muertos en la redonda de acceso a la misma. Del lado palestino, alrededor de diez milicianos murieron en el ataque.

#### Kibutz Reim

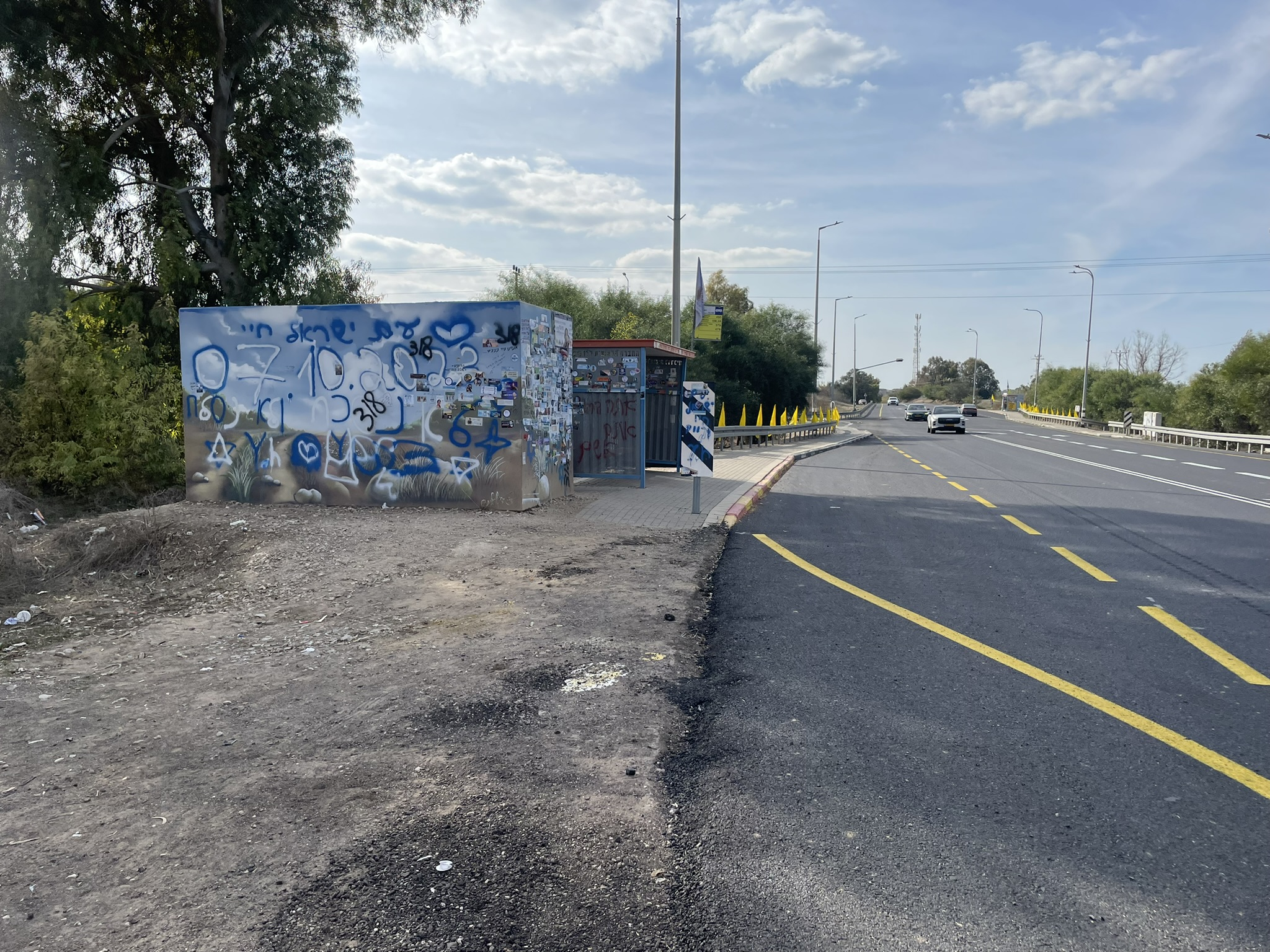
Búnker antiaéreo a las afueras de Reim, atacado por los milicianos palestinos.

Otro de los objetivos del ataque fue el kibutz Reim, que contaba con unos 400 habitantes en ese momento. El ataque fue llevado a cabo por unos cien milicianos palestinos, mientras que el kibutz fue defendido por su equipo de seguridad local, bien armado y entrenado, así como por numerosos policías y soldados fuera de servicio.
En contraste con muchos otros ataques de ese día, el asalto del kibutz Reim tuvo lugar relativamente tarde, pues las primeras camionetas con milicianos comenzaron a llegar en torno a las 7:20 a.m., casi una hora después del lanzamiento inicial de cohetes. De hecho, para ese momento ya habían llegado al kibutz muchas personas que huían del festival de música Nova y que fueron alojadas en una sinagoga y en dos hogares del kibutz. En torno a las 7:51 a.m., unos quince milicianos lograron infiltrarse en el kibutz por su puerta trasera y sobre las 8:00 a.m. llegaron también a la puerta principal, donde abatieron a numerosas personas que todavía llegaban desde el festival rave y a otras que se habían refugiado en búnkeres a lo largo de la carretera de Reim. Poco después, unos cuarenta milicianos accedieron al kibutz por su puerta principal después de haber abatido a un miembro de las fuerzas especiales Yamam. Durante la hora siguiente fue cuando se produjeron los asesinatos y los secuestros de civiles. En torno a las 9:00 a.m., otros veinte milicianos accedieron al kibutz del lado del cementerio, donde prendieron fuego a vehículos y casas y se enfrentaron con el equipo de seguridad local, que logró repelerlos. Diez minutos después llegaron varios policías israelíes y, a las 9:17, una furgoneta de la policía cayó en una emboscada a las afueras del kibutz; los milicianos palestinos abatieron a seis policías en ese enfrentamiento entre los que iban en la furgoneta y los que acudieron en su rescate. Los primeros policías no lograron acceder al kibutz hasta las 9:47, enfrentándose entonces con los milicianos allí presentes. En torno a las 10:45, varios soldados se unieron a los policías y expulsaron temporalmente a los milicianos emboscados a las afueras del kibutz. Mientras tanto, los milicianos del interior se habían reagrupado en el denominado barrio joven, donde se hicieron fuertes en una serie de viviendas al tiempo que seguían llegando refuerzos israelíes. La batalla continuó casa por casa y también a las afueras del kibutz. A las 2:00 p.m., milicianos palestinos dispararon un RPG contra una furgoneta policial y mataron a dos oficiales. En una de las viviendas, los soldados israelíes lanzaron granadas y dispararon en su interior, pero cuando entraron fueron repelidos por los milicianos, que mataron a un soldado de la unidad de élite Sayeret Matkal. A las 8:00 p.m., un tanque israelí disparó contra la casa y, media hora después, una excavadora demolió lo que quedaba de la vivienda con los milicianos dentro. Los combates esporádicos siguieron hasta el 10 de octubre, cuando fue abatido el último miliciano palestino, que iba armado tan solo con un cuchillo.
En total, siete civiles murieron en el kibutz y otros cinco fueron capturados y llevados a la Franja de Gaza (cuatro de ellos de nacionalidad tailandesa). Además, nueve soldados y seis policías israelíes murieron en combate, muchos de ellos oficiales. Unas diecisiete viviendas resultaron dañadas durante la batalla. Del lado palestino, una investigación del ejército israelí afirma que 49 milicianos murieron en los combates.

#### Festival de música Nova

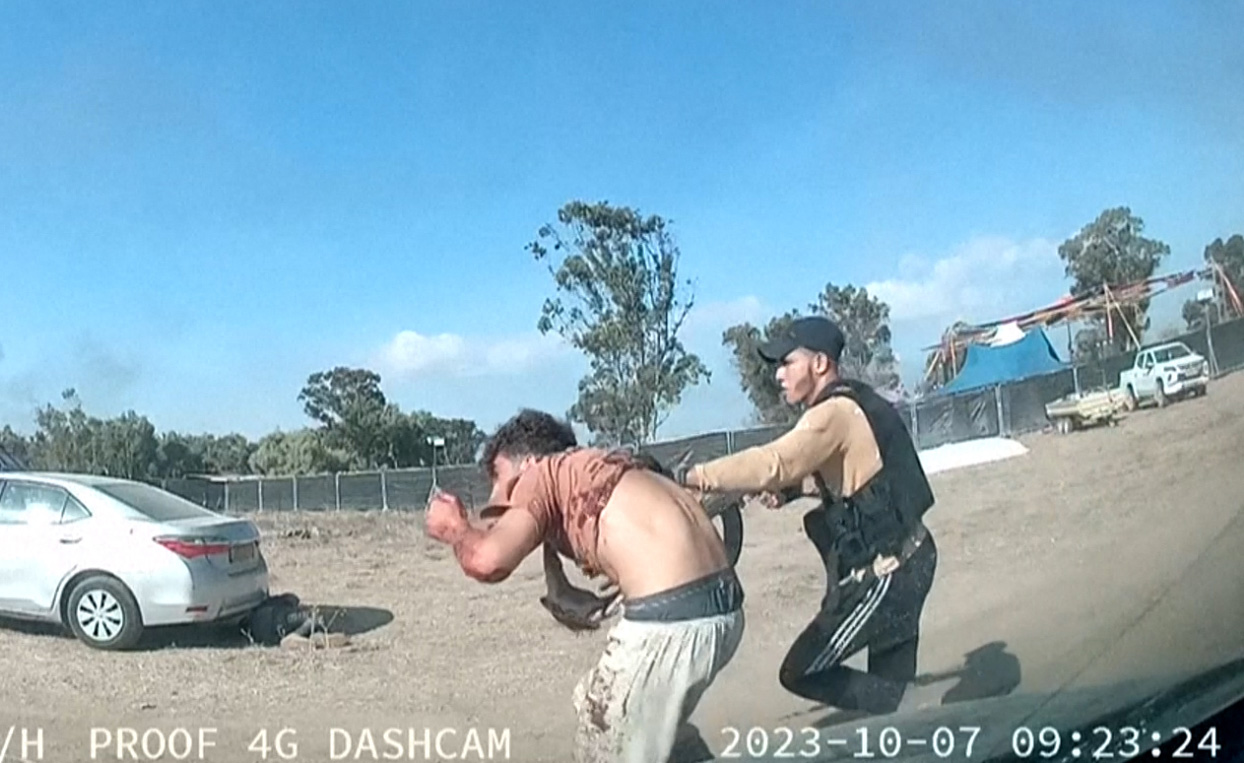
Miliciano palestino capturando a un asistente al festival de música Nova.

El ataque que más víctimas mortales dejó de cuantos llevaron a cabo las milicias palestinas durante la operación Inundación de Al-Aqsa tuvo lugar de casualidad. Unos cien milicianos palestinos que se dirigían a la ciudad de Netivot se equivocaron en un cruce y acabaron topándose con una rave al aire libre cerca de la localidad de Reim. En ese momento había en el festival Nova unas 3500 personas, de las que 400 eran trabajadores de la organización y 75 eran guardias de seguridad desarmados. Además, había 31 policías armados en la fiesta.
Apenas cinco minutos después de los primeros lanzamientos de cohetes, la organización de la fiesta decidió clausurar el evento y evacuar a sus asistentes. Sin embargo, para cuando empezaron a marcharse en sus vehículos, las milicias palestinas ya habían tomado numerosos cruces y redondas de los alrededores y disparaban contra todos los coches que se acercaban, por lo que se vieron forzados a volver al recinto, creando un gran embotellamiento. Sobre las 7:50 a.m., los primeros miembros de Hamás ya habían comenzado sus ataques contra las vecinas localidades de Reim y Beeri. Un grupo de unos cien milicianos de Hamás que se dirigían a Netivot se detuvieron a la entrada de Beeri, donde pidieron indicaciones a otros milicianos allí presentes; sin embargo, estas indicaciones resultaron ser incorrectas y, tras girar en un cruce erróneo, se encontraron accidentalmente con el festival de música Nova. Para ese momento, en torno a las 8:00 a.m., el 90% de los asistentes a la fiesta ya habían sido evacuados del lugar, pero otros se habían quedado pensando que estarían más seguros allí. Muchos se habían congregado en torno a unos cuantos policías que habían erigido una barrera en la carretera contra la que los milicianos dispararon sus RPGs. Entonces comenzaron a huir a través de los campos o a esconderse tras arbustos, retretes portátiles o las barras de los bares. Llegó entonces a la zona un tanque proveniente del puesto militar de Paga, pero solamente su conductor se hallaba vivo y capaz de combatir. Aunque no pudo abrir fuego contra los milicianos, sí que sirvió de cobertura para que muchos huyesen protegidos por el tanque. Los milicianos siguieron avanzando entonces a través de la carretera, capturando y llevando a la Franja a quienes encontraban escondidos.

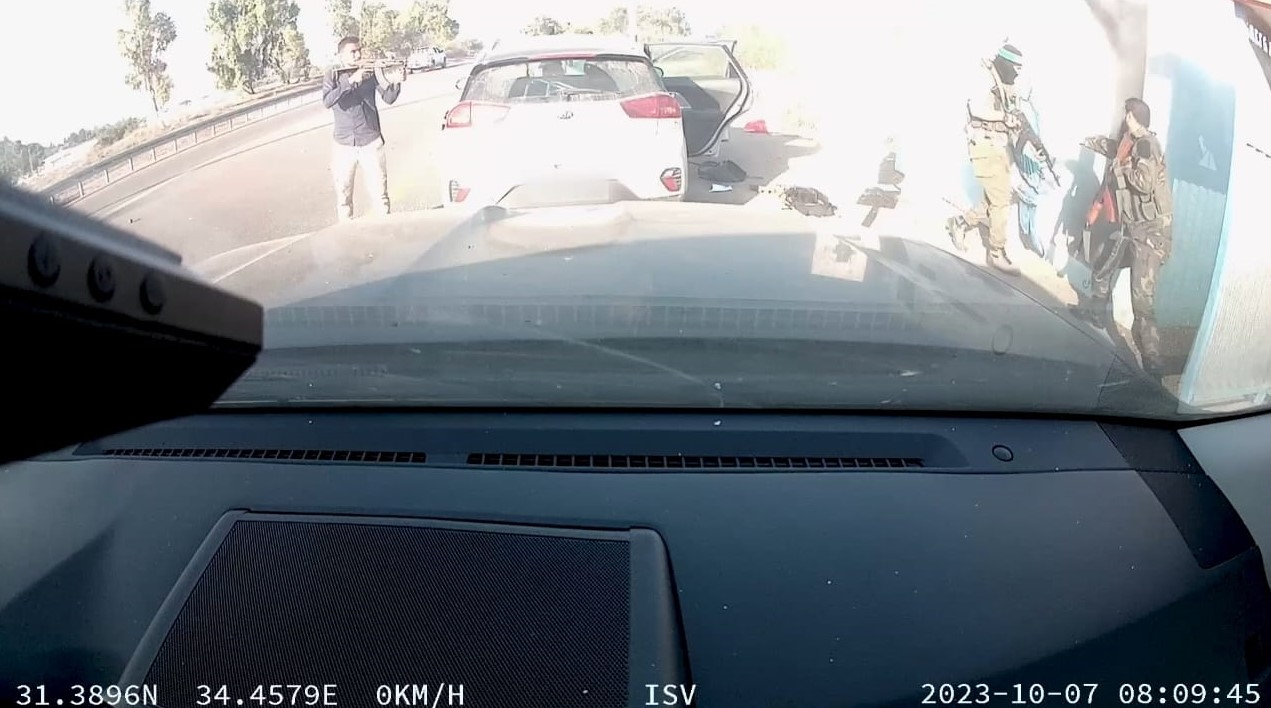
Milicianos palestinos atacando un refugio antiaéreo en el que se habían refugiado varios de los asistentes al festival.

En torno a las 9:15 a.m., los milicianos palestinos se adentraron en el recinto del festival Nova, donde aún quedaban cientos de participantes, y mataron o secuestraron a todo aquel que encontraron en él. Cuando un grupo de participantes trató de esconderse detrás de una ambulancia, los milicianos dispararon un RPG contra ella y mataron a 18 personas. Sobre las 9:50 a.m., los milicianos recibieron órdenes de dirigirse a Beeri y abandonaron el recinto festivo. En la carretera volvieron a toparse con el tanque israelí y continuaron los enfrentamientos. Una unidad de élite enviada por el ejército israelí se vio emboscada antes de llegar y perdió a su comandante; por su parte, un helicóptero israelí que se dirigía a Reim vio el convoy de milicianos palestinos pero decidió no atacarlos. Para cuando las primeras tropas israelíes llegaron al recinto, en torno a las 11:50 a.m., apenas quedaban milicianos de Hamás allí; pese a todo, abatieron a unos quince de ellos y capturaron vivos a varios más. A las 3:00 p.m., el ejército israelí declaró el recinto zona segura.
El ataque contra el festival de música Nova, que se cobró las vidas de 344 civiles y 34 militares, se convirtió en el ataque más mortífero de la historia de Israel. Una de las claves de la alta mortalidad de este ataque estuvo en la toma por parte de los milicianos palestinos de casi todos los accesos de entrada y salida de la zona, lo que hizo muy difícil la huida de quienes se hallaban en el festival. De hecho, solo 171 de los civiles fueron asesinados en la propia fiesta, mientras que el resto lograron huir inicialmente para ser luego abatidos en otras partes de la zona fronteriza: 60 cerca de Mefalsim, 59 cerca de Reim, 32 en el cruce de Gama, 15 a las afueras de Alumim, 18 en Beeri, 12 entre Reim y Nir Yitzhak y cuatro más entre Reim y Beeri. Por su parte, entre los 34 militares abatidos se encontraban 16 soldados (de los que doce estaban de fiesta), 16 policías (uno de ellos, de fiesta) y dos agentes del Shin Bet (uno de los cuales estaba también de fiesta). Además, los milicianos palestinos capturaron a 44 personas en el festival y las trasladaron a la Franja de Gaza. Del lado palestino, unos veinte milicianos murieron en el ataque.

#### Mivtahim
En el moshav de Mivtahim, las fuerzas de seguridad locales, ciudadanos armados y un soldado fuera de servicio lograron repeler el ataque de unos 25 milicianos palestinos. Los primeros milicianos fueron vistos en las cercanías del moshav a las 6:35, y en torno a las 8:00 habían roto el perímetro por la zona oriental de la localidad. Tuvieron lugar entonces fuertes combates casa por casa y en torno a la sinagoga y la rotonda central. Entre las 8:24 y las 8:30 fueron abatidos dos guardias de seguridad y el soldado, y apenas unos minutos después cayeron otros dos guardias de seguridad. Alrededor de las 9:40, los milicianos palestinos decidieron abandonar el moshav en vehículos de los residentes locales. A las 10:27, un segundo grupo de milicianos fue repelido a la entrada del moshav por tropas de una unidad del ejército israelí que habían sido aerotransportados poco antes.
El ataque supuso la muerte de cinco israelíes, entre quienes se encontraban cuatro guardias de seguridad (incluido el jefe del equipo local) y un soldado. Del lado palestino, cuatro milicianos fueron abatidos y otros tres capturados.

#### Puesto militar y kibutz Sufa
Un grupo de milicianos palestinos llegaron al kibutz Sufa y al puesto militar cercano en torno a las 6:41 de la mañana. Un tanque israelí estaba apostado a la entrada del kibutz y disparó contra las motocicletas y los camiones en los que viajaban. Diez minutos después, cuatro milicianos alcanzaron la entrada occidental del kibutz y abrieron fuego contra un guardia de seguridad, que fue abatido. Tras esto, los milicianos se dividieron en dos grupos y comenzaron a recorrer las calles de la localidad. A las 7:29, los milicianos dispararon al interior de una casa y mataron a uno de sus habitantes. Cuatro milicianos fueron abatidos en los minutos posteriores a este ataque, dándose así por terminado el primer ataque al kibutz. Sin embargo, sobre las 10:30 llegó una nueva oleada de milicianos de unos treinta miembros, que se reunieron en los huertos al norte del kibutz y comenzaron a disparar contra este. En este tiroteo resultó herido grave otro guardia de seguridad del kibutz, que moriría poco después por las heridas. La batalla en torno a los huertos continuó durante horas hasta la llegada de refuerzos israelíes y, sobre todo, de un helicóptero que barrió la zona agrícola y mató a varios de los milicianos, deteniendo en seco el ataque. Nuevos refuerzos militares continuaron llegando y asegurando el kibutz. Durante las siguientes horas y días, varios milicianos que se habían quedado escondidos en los huertos se entregaron o fueron abatidos por las fuerzas especiales israelíes.
Paralelamente, unos treinta de los milicianos se habían dirigido hacia el puesto militar cercano, que tomaron prácticamente en su totalidad, salvo por el comedor, en el que se escondieron una treintena de soldados israelíes. En la cercana plaza conmemorativa de Dangur hubo intensos combates entre soldados israelíes de la división Nahal y milicianos palestinos que llegaban como refuerzos para el ataque.
El ataque causó la muerte de tres personas (dos guardias de seguridad y un civil) y una amplia destrucción en el kibutz, así como nueves soldados muertos y treinta heridos en el ataque a la base militar. En Dangur murieron cuatro soldados israelíes, incluido un comandante de compañía, y otros siete fueron heridos. Otros seis soldados más resultaron heridos en combates en los alrededores. Se desconoce el número de milicianos caídos en el ataque.

### Respuesta israelí
El ataque, que coincidió con la festividad judía de Simjat Torá, pareció haber sorprendido a muchos israelíes. Ante el lanzamiento masivo de cohetes, se activó el sistema de defensa aérea Cúpula de Hierro. Sin embargo, la respuesta del ejército israelí se vio frenada por la inexistencia de un plan de actuación ante semejante ataque. Durante gran parte del día, el ejército no fue consciente de la escala real del ataque. El primer despliegue de tropas se ordenó a las 7:43 AM, más de una hora después de la incursión de Hamás.
Analistas israelíes achacan la lentitud de la respuesta a que las bases de operaciones de las dos brigadas de Gaza estaban ambas en la base de Re'im, que fue asaltada y tomada por los milicianos de Hamás. Además, dos compañías de comandos con más de cien soldados habían sido trasladadas de la frontera con Gaza a Cisjordania para la fiesta del Sucot. Esta festividad mermó mucho la capacidad de respuesta israelí, pues de los más de 1500 soldados que debían estar protegiendo la frontera, en torno a la mitad se habían marchado de vacaciones. Muchos soldados y reservistas tuvieron que informarse a través de la televisión o de aplicaciones de móviles sobre dónde se estaban produciendo los combates. Incluso a la unidad de élite Maglan no se le dieron órdenes concretas, sino que se les pidió simplemente que fuesen a las zonas de combates con sus armas «a salvar personas». Además, algunas unidades de Hamás tenían la tarea específica de apostarse en las carreteras de acceso a la zona y tender emboscadas a los soldados según llegasen, lo que ralentizó mucho su llegada a las áreas de combate.
En las horas siguientes al ataque, el primer ministro Benjamín Netanyahu y el entonces ministro de Defensa Yoav Galant realizaron evaluaciones de seguridad en el cuartel general de las Fuerzas de Defensa de Israel (FDI) en Tel Aviv. Más tarde, Gallant aprobó la movilización de decenas de miles de reservistas del ejército y declaró el estado de emergencia en un radio de 80 kilómetros de la frontera con Gaza.  Las FDI declararon un «estado de preparación para la guerra» y ordenaron el despliegue de reservistas no solo en Gaza, sino también en Cisjordania y a lo largo de las fronteras con Líbano y Siria. A los residentes de las zonas cercanas a la Franja de Gaza se les pidió que permanecieran en sus casas, mientras que a los civiles del sur y el centro de Israel se les ordenó permanecer junto a los refugios. Las carreteras alrededor de la Franja de Gaza fueron cerradas por las FDI. Las calles de Tel Aviv también fueron cerradas.
Las FDI contraatacaron para recuperar el control de las localidades tomadas por los milicianos palestinos. En la lucha utilizaron tanques y 28 helicópteros de ataque. Estos últimos destruyeron 70 vehículos con los que los militantes de Hamás regresaban a Gaza junto con sus rehenes, matando a todos los ocupantes. Al menos tres comandantes de las FDI ordenaron a sus tropas aplicar la Directiva Aníbal, que estipula matar a los compañeros antes de que caigan prisioneros del enemigo. En el Kibutz Be’eri, el ataque israelí causó la muerte de doce de sus habitantes. No se conoce el número total de rehenes israelíes que cayó a manos de su propio ejército. Una investigación interna de las FDI reconoció haber causado bajas entre los civiles israelíes pero no vio nada punible en el comportamiento de sus militares.

## Consecuencias

### Víctimas

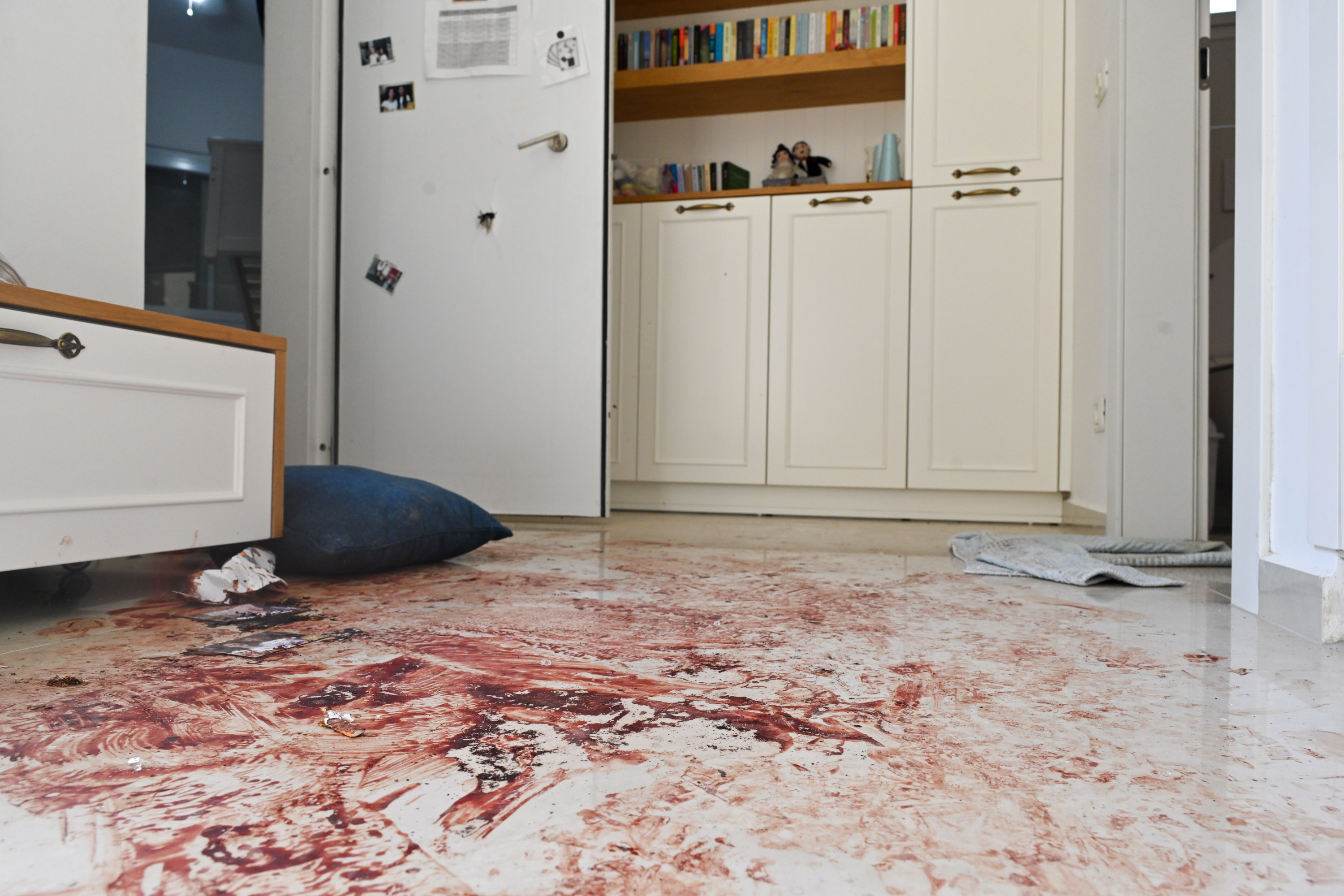
El suelo de una casa manchado de sangre tras el Ataque de Nahal Oz

Inicialmente las autoridades israelíes informaron que al menos 1300 israelíes murieron, incluidos 220 soldados y 45 policías, más de 3400 heridos, y entre 130 y 150 soldados de las FDI y civiles fueron tomados como rehenes. Posteriormente, el 10 de noviembre el gobierno israelí comunicó que en los ataques llevados a cabo por Hamás el 7 de octubre habían muerto un total de 1200 israelíes y no los 1400 que inicialmente habían comunicado. Según el portavoz del Ministerio de Asuntos Exteriores, la diferencia en las cifras se debe «al hecho de que había muchos cadáveres que no fueron identificados y ahora creemos que pertenecen a terroristas... no a víctimas israelíes». En diciembre de 2023, utilizando datos de la seguridad social, esta cifra se revisó nuevamente a 1139 víctimas mortales, incluidos: 695 civiles israelíes (incluidos 36 niños), 71 ciudadanos extranjeros y 373 miembros de las fuerzas de seguridad. Además, hay cinco personas clasificadas como desaparecidas, entre ellas cuatro israelíes. La cifra de muertos incluyen a 36 niños, de los cuales veinte tenían menos de 15 años y el más joven era un bebé de 10 meses. En julio de 2024, Human Right Watch citando a Agence France-Presse quien consultó numerosas fuentes, determinó que la cifra se situaba en 1195 muertos, incluidos 815 civiles y 380 miembros de las fuerzas de seguridad.
Las bajas incluyen alrededor de 70 árabes israelíes, especialmente beduinos del Néguev. El 7 de octubre, más de 100 civiles murieron en la masacre de Be'eri, incluidos mujeres y niños; y más de 260 asistentes fueron asesinados en un festival de música en Re'im. Hasta el 10 de octubre, las autoridades israelíes informaron de la muerte de más de 100 personas en la masacre de Kfar Aza, y se desconocía el número total de muertos. Nueve personas fueron tiroteadas en una parada de autobús en Sederot. Se informó que al menos cuatro personas murieron en Kuseife. Se reportaron al menos 400 víctimas en Ascalón, mientras que otras 280 fueron reportadas en Beerseba, 60 de las cuales estaban en estado grave. En el norte, se informó de heridos por ataques con cohetes en Tel Aviv.

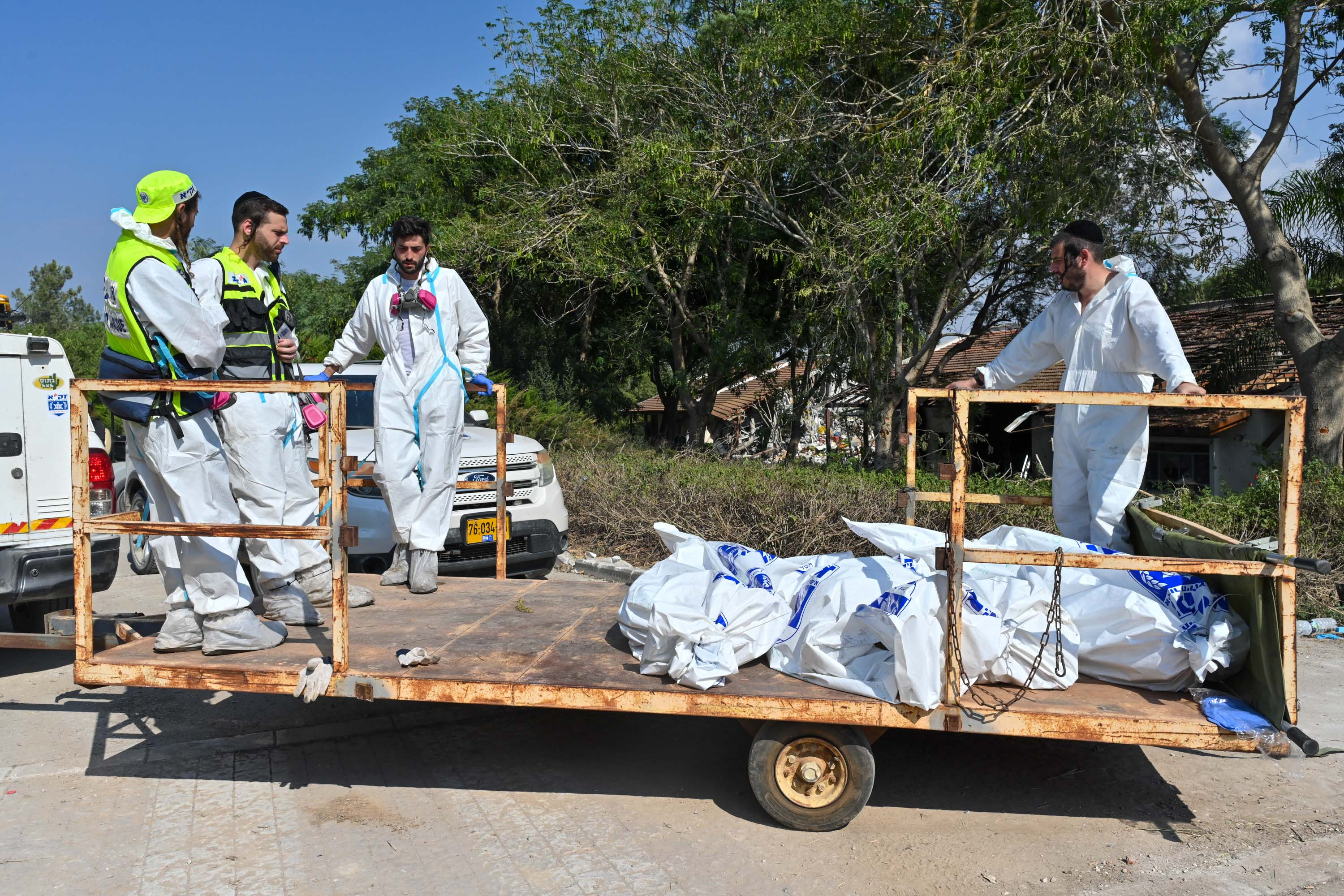
Levantamiento de cadáveres.

El exdelantero del Hapoel Tel Aviv FC, Lior Asulin, estuvo entre los muertos en la masacre del festival de música de Re'im. El jefe del Consejo Regional Sha'ar HaNegev, Ofir Libstein, fue asesinado en un intercambio de disparos con los militantes. El comandante de la policía de Rahat, Jayar Davidov, también fue asesinado. Las FDI confirmaron que 247 de sus soldados habían muerto. Entre los muertos confirmados se encuentran el coronel Jonatan Steinberg, comandante de la Brigada Nahal, muerto en un tiroteo con milicianos de Hamás cerca de Kerem Shalom; el coronel Roi Levy, comandante de la unidad multidimensional "Ghost", que fallecido cerca del kibutz Re'im el coronel Asaf Hamami y el teniente coronel Eli Ginsberg, comandante de la Escuela de la Unidad Antiterrorista LOTAR. El subcomandante druso de la 300.ª Brigada Regional "Baram", el teniente coronel Alim Abdallah, murió en acción junto con otros dos soldados mientras respondía a una infiltración desde el sur del Líbano el 9 de octubre.
Al menos 250 israelíes fueron tomados como rehenes por Hamás y transportados a la Franja de Gaza. El 8 de octubre, la Yihad Islámica Palestina afirmó tener al menos treinta cautivos. Según informes, al menos cuatro personas fueron secuestradas en Kfar Aza. Los vídeos de Gaza parecían mostrar personas capturadas, con residentes de Gaza vitoreando a los camiones que transportaban cadáveres. Más tarde se informó que cuatro cautivos habían sido asesinados en Be'eri, mientras que Hamás afirmó que un ataque aéreo de las FDI en Gaza el 9 de octubre mató a cuatro cautivos. Entre los que se cree que fueron secuestrados se encontraba Vivian Silver, una activista por la paz y exmiembro de la junta directiva de la organización de derechos humanos B'Tselem, que desapareció tras el ataque a Be'eri. El fotógrafo de Yedioth Ahronoth, Roy Idan, fue denunciado como desaparecido y probablemente capturado junto a su hijo en Kfar Aza. Su esposa murió y dos de sus hijos pudieron esconderse en un armario hasta que los rescataron. El 11 de octubre, las Brigadas Qassam de Hamás publicaron un vídeo que parecía mostrar la liberación de tres rehenes, concretamente una mujer adulta y dos niños, en un área abierta cerca de una valla. Israel desestimó el vídeo calificándolo de «teatro».

### Dimisiones
El fracaso del ejército israelí a la hora de prever en primera instancia y de detener el ataque una vez en marcha supuso la dimisión de la mayor parte del estamento militar a cargo de la defensa de la frontera con la Franja de Gaza. El jefe de la División de Gaza, general de brigada Avi Rosenfeld, dimitió de su cargo en junio de 2024. Así lo hizo también el jefe del Mando Sur del ejército israelí, comandante general Yaron Finkelman, que presentó su dimisión en enero de 2025 junto con la del jefe del Estado Mayor, teniente general Herzi Halevi. También dimitieron como consecuencia del ataque el jefe del Distrito Sur del Shin Bet, el servicio de espionaje interno israelí; el comandante general Aharon Haliva, jefe del Directorio de Inteligencia Militar; el jefe del Directorio de Operaciones del ejército israelí, comandante general Oded Basiuk; y el general de brigada Amit Saar, jefe de la División de Investigación de dicho directorio. El portavoz del ejército israelí, el contraalmirante Daniel Hagari, anunció su dimisión y desvinculación del ejército el 7 de marzo de 2025, si bien esta fue considerada más bien un despido. Por el contrario, ningún cargo político ha presentado su dimisión por su gestión en la defensa de la Operación Inundación de Al-Aqsa.

### Reacciones internacionales
- Egipto: Egipto instó a Israel y Palestina a que ejerzan moderación.[175]
- Sudáfrica: el Ministerio de Asuntos Exteriores emitió un comunicado en el que pedía la desescalada y culpaba de la conflagración a "la continua ocupación ilegal de la tierra palestina , la continua expansión de los asentamientos, la profanación de la mezquita de Al-Aqsa y los lugares sagrados cristianos, y la continua opresión del pueblo palestino". Sudáfrica afirmó su apoyo a una solución de dos Estados .[176]
- Argentina: el presidente Alberto Fernández condenó los «brutales ataques terroristas» contra Israel,  mientras que el Ministerio de Relaciones Exteriores afirmó que «deplora» las «acciones terroristas de Hamás contra territorio israelí», expresando además su solidaridad con el pueblo israelí y enviando condolencias a los afectados.[177]
- Brasil: el Ministerio de Relaciones Exteriores afirmó que, como presidente del Consejo de Seguridad de las Naciones Unidas , Brasil convocaría una reunión de emergencia del organismo y buscaría reducir la situación.[178]  Brasil condenó los ataques a Israel y expresó sus condolencias al pueblo israelí.[179]
- Canadá: el primer ministro Justin Trudeau dijo que Canadá condena enérgicamente los actuales ataques terroristas contra Israel" y calificó la violencia de «completamente inaceptable». Añadió que el país estaba con Israel y apoyaba plenamente "su derecho a defenderse".[180]  Trudeau publicó más tarde una declaración en la que afirmaba que "Hamás no representa al pueblo palestino ni sus aspiraciones legítimas" y que "Canadá apoya firmemente a los pueblos israelí y palestino en su derecho a vivir en paz, seguridad, con dignidad y sin miedo".[181]
- México: el Ministerio de Relaciones Exteriores condenó los ataques a Israel y señaló que Israel y Palestina tenían derecho a coexistir en paz.[182][183]  El presidente Andrés Manuel López Obrador lo reiteró el 9 de octubre, pidiendo una solución de dos Estados.[184]
- Estados Unidos: el presidente Joe Biden emitió una declaración condenando los ataques y diciendo que estaba listo para ofrecer "todos los medios apropiados de apoyo al Gobierno y al pueblo de Israel".[185][186] La embajadora interina en Israel , Stephanie Hallett , dijo que estaba "enferma por las imágenes que salían del sur de Israel de civiles muertos y heridos a manos de terroristas de Gaza".[187][188] La Casa Blanca emitió una declaración diciendo que Estados Unidos "condena inequívocamente los ataques no provocados de los terroristas de Hamas contra civiles israelíes".[189] Inmediatamente después de los ataques iniciales a Israel, el 7 de octubre la Oficina de Asuntos Palestinos de Estados Unidos instó a "todas las partes" a abstenerse de "ataques de represalia".[190]
- China: el Ministerio de Asuntos Exteriores expresó su preocupación por la "escalada de tensiones y violencia entre Palestina e Israel", instando a las partes pertinentes a "ejercer moderación y poner fin inmediatamente a las hostilidades para proteger a los civiles y evitar un mayor deterioro de la situación".[191][192]
- India: el primer ministro Narendra Modi dijo que el gobierno condenó los "ataques terroristas contra Israel", añadiendo que "nos solidarizamos con Israel en este momento difícil".[193][194]
- Irán: el líder supremo de Irán, el ayatolá Ali Jamenei , dijo que «Estados Unidos es responsable de los crímenes recientes». Añadió: «Si los crímenes del régimen sionista continúan, nadie podrá detener a los musulmanes y las fuerzas de resistencia».[195]  Yahya Rahim Safavi, ex comandante del Cuerpo de la Guardia Revolucionaria Islámica y asesor de Jamenei, felicitó a los combatientes palestinos y afirmó que Irán "apoyaría a los combatientes palestinos" hasta la "liberación de Palestina y Jerusalén". El ayatolá Ahmad Alamolhoda , un representante de Jamenei, pidió a la gente que estuviera preparada para movilizarse para una guerra entre el Islam y los infieles.[196]
- Japón: un portavoz del Ministerio de Asuntos Exteriores dijo que el país "condena enérgicamente los ataques con cohetes y las incursiones armadas contra Israel" y expresó "sus condolencias a las familias de las víctimas y su más sincero pésame a los heridos".[197]
- Jordania : el rey Abdullah II advirtió que la escalada continua del conflicto crearía repercusiones negativas en la región e instó a la moderación, la protección de los civiles y el respeto del derecho humanitario internacional.[198]
- Líbano: el Líbano votó en contra de condenar a Hamás en las Naciones Unidas.[199]
- Corea del Sur: el Ministerio de Asuntos Exteriores emitió un comunicado diciendo que el gobierno condena enérgicamente "los ataques indiscriminados contra Israel desde Gaza, incluidos los ataques con cohetes", y pidió "su cese inmediato".[200]
- Siria: el Ministerio de Asuntos Exteriores dijo que un acuerdo para normalizar las relaciones entre Arabia Saudita e Israel ahora era imposible.[201]  Siria votó en contra de condenar a Hamás en las Naciones Unidas.[199]
- Bélgica: la ministra de Asuntos Exteriores, Hadja Lahbib, dijo el X que el país condenaba enérgicamente "los ataques masivos con cohetes contra civiles israelíes" y dijo que sus «pensamientos están con todos los afectados».[202]
- Francia: el presidente Emmanuel Macron condenó enérgicamente el ataque y expresó su «plena solidaridad con las víctimas, sus familias y seres queridos».[203][202] La embajada de Francia en Israel condenó los ataques y calificó las acciones de Hamás como «ataques terroristas inadmisibles».[204]
- Alemania: el canciller Olaf Scholz dijo que estaba profundamente conmocionado por las "aterradoras noticias" sobre el "lanzamiento de cohetes desde Gaza y la creciente violencia». También dijo que Alemania «condenaba el ataque de Hamás y que apoyaría a Israel».[205][186] Alemania suspendió 125 millones de euros (131 millones de dólares) de ayuda al desarrollo a Palestina en respuesta al ataque de Hamás y dijo que revisaría otros proyectos y ayudas dadas.[206] Scholz ofreció ayuda militar a Israel.[207]
- Italia: el ministro de Asuntos Exteriores, Antonio Tajani, dijo que el gobierno condenaba en los términos más enérgicos los ataques contra Israel; dijo que "la vida de las personas, la seguridad de la región y la reanudación de cualquier proceso político están en riesgo". También instó a Hamás a "detener inmediatamente esta violencia bárbara" y dijo que Italia apoya " el derecho de Israel a existir y defenderse".[208] La oficina del primer ministro emitió un comunicado diciendo que el gobierno estaba "siguiendo de cerca el brutal ataque que está teniendo lugar en Israel" y condenó «en los términos más enérgicos el terrorismo y la violencia en curso contra civiles inocentes». También dijo que apoyaba "el derecho de Israel a defenderse".[186]
- Rusia: el presidente Vladímir Putin expresó sus condolencias a las familias de los israelíes fallecidos,[209] expresó su preocupación por el aumento catastrófico del número de civiles muertos en Israel y Gaza,[210] y calificó el conflicto como "un claro ejemplo del fracaso de la política estadounidense en Oriente Medio", acusando a Estados Unidos de no tener en cuenta los "intereses fundamentales del pueblo palestino". Putin también describió el ataque de Hamás como "sin precedentes en su crueldad" y afirmó el derecho de Israel a defenderse, pero pidió una solución de dos Estados para resolver el conflicto.[211]
- España: el presidente del Gobierno, Pedro Sánchez, condenó enérgicamente lo que llamó terrorismo y exigió el cese inmediato de la violencia indiscriminada contra la población civil, afirmando asimismo el compromiso permanente de España con la estabilidad regional.[212]
- Reino Unido: el primer ministro Rishi Sunak dijo que estaba conmocionado por los ataques de Hamás contra ciudadanos israelíes. Añadió que "Israel tiene el derecho absoluto de defenderse" y dijo que los funcionarios del Reino Unido estaban "en contacto con las autoridades israelíes", y aconsejó a los ciudadanos británicos en Israel que "siguieran los consejos de viaje".[213]  El 9 de octubre se proyectó una iluminación de la bandera israelí sobre la residencia del primer ministro del Reino Unido en el número 10 de Downing Street en Londres.[214] Una declaración emitida por el Palacio de Buckingham dijo que el Rey Carlos III estaba "horrorizado" y condenaba los "actos bárbaros de terrorismo en Israel" y que los "pensamientos y oraciones del Rey están con todos los que sufren, en particular los que han perdido a sus seres queridos, pero también con los que están activamente involucrados en estos momentos".[215]  El 11 de octubre, el ministro de Asuntos Exteriores James Cleverly llegó a Israel en una muestra de solidaridad, durante la cual se le vio correr para ponerse a cubierto tras una alerta de ataque aéreo mientras visitaba la ciudad de Ofakim más tarde ese mismo día.[216]
- Vaticano: el Papa Francisco pidió la paz entre Israel y Palestina.[217] Tras la oración del Ángelus el 8 de octubre, pidió el cese de los combates y dijo que "el terrorismo y la guerra no llevan a ninguna solución, sino solo a la muerte y al sufrimiento de tanta gente inocente", añadiendo que "la guerra es siempre una derrota".[218] Más tarde instó a Hamás a liberar a todos sus rehenes y expresó su preocupación por la imposición por parte de Israel de un asedio total a Gaza, al tiempo que dijo que era "el derecho de los atacados defenderse", refiriéndose a la respuesta militar israelí.[219] El cardenal secretario de Estado, Pietro Parolin, calificó de «desproporcionada» la respuesta de Israel a los ataques del 7 de octubre, que también tildó de «carnicería».[220] El cardenal Fernando Filoni, hombre de confianza del Papa, declaró a mediados de febrero que «Gaza va camino de convertirse en un cementerio».[220]
- Australia: la ministra de Asuntos Exteriores, Penny Wong, dijo que "Australia condena inequívocamente los ataques de Hamás contra Israel, incluidos los disparos indiscriminados de cohetes contra ciudades y civiles".[221] El primer ministro, Anthony Albanese, también condenó enérgicamente los ataques.[222]
- Unión Europea: la presidenta de la Comisión Europea, Ursula von der Leyen, dijo que condenaba "inequívocamente" "el ataque llevado a cabo por los terroristas de Hamás contra Israel", calificándolo de "terrorismo en su forma más despreciable" y diciendo que "Israel tiene derecho a defenderse contra ataques tan atroces".[223][186] El embajador de la UE en Israel, Dimiter Tzantchev, condenó el ataque.[224] Se izaron banderas israelíes fuera de la sede de la Comisión Europea y el Parlamento Europeo en Bruselas , mientras que la presidenta de este último, Roberta Metsola, encabezó una vigilia en la cámara el 11 de octubre para conmemorar a las víctimas israelíes del ataque, que también incluyó un minuto de silencio y una interpretación del himno nacional israelí . El 9 de octubre, antes de la reunión del Consejo de la UE convocada para definir una posición común de la UE, el Comisario de Ampliación de la UE, Oliver Varhelyi, anunció el X que la Comisión Europea suspendería inmediatamente todos los pagos debidos en ayuda al desarrollo a Palestina.[225] El consenso que emanó de la reunión de ministros del 9 de octubre fue una resolución que condenaba los ataques de Hamás pero también pedía "la protección de los civiles y la moderación, la liberación de rehenes, para permitir el acceso a alimentos, agua y medicinas a Gaza de acuerdo con el derecho internacional humanitario".[226]

## Análisis

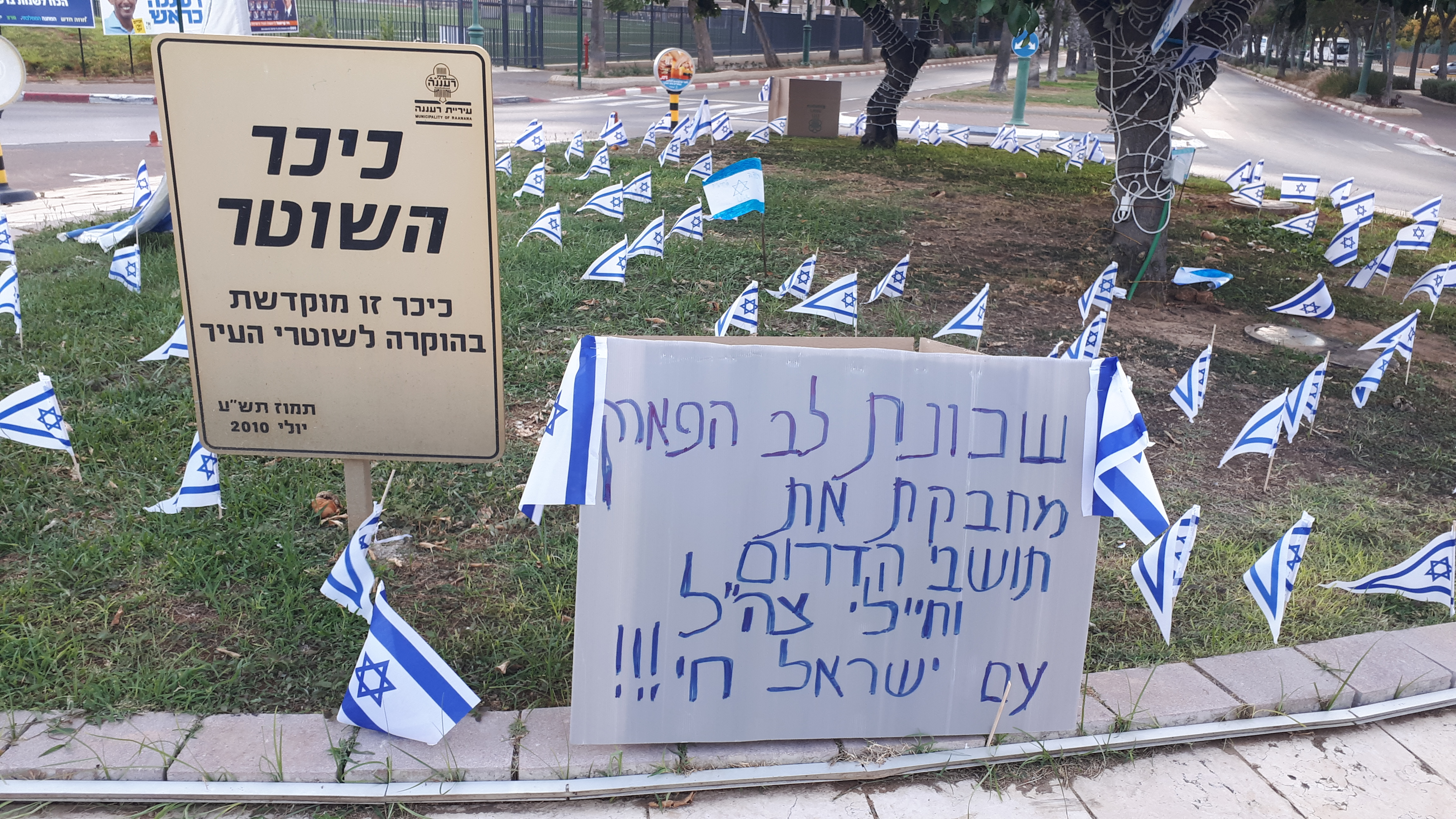
Cartel de apoyo a los "ciudadanos del sur" y a los soldados de las FDI en la rotonda de la policía en Ra'anana, octubre de 2023.

El ataque inicial marcó una escalada notable en el conflicto en curso entre Israel y Hamás, destacándose por la escala y el alcance tanto del lanzamiento de cohetes como de los ataques fronterizos alrededor de Gaza. Esto supuso un cambio significativo con respecto a conflictos anteriores, que normalmente estaban caracterizados por una escalada gradual de las tensiones.
El ataque sorpresa se ha comparado con el ataque a Pearl Harbor de 1941, la ofensiva del Tet de 1968, la guerra de Yom Kippur de 1973, los ataques del 11 de septiembre de 2001 y la ofensiva del Ramadán de 2003. Al igual que la ofensiva del Tet, el ataque de Hamás se produjo en la mañana de un día festivo, parecía estar «en todas partes a la vez» y demostró capacidades que no se creían posibles en una fuerza guerrillera.
Desde un punto de vista geopolítico este ataque se interpretó como un intento de Hamás e Irán de romper los Acuerdos de Abraham que Israel había suscrito con varios países musulmanes y evitar que Israel suscribiera otro parecido con Arabia Saudí.

## Bulos y desinformación
Durante el conflicto se ha llegado a publicar y difundir información no verificada a través de las redes sociales, los políticos y los principales medios de comunicación. Si bien en algunos casos se ha aclarado o agregado contexto a la historia original publicada, las características del conflicto, en el que la audiencia no siempre regresa para leer o escuchar la información adicional, han llevado a que se tarde en corregir el problema.

### Bulo de la decapitación de bebés
Varias organizaciones de noticias informaron sobre la decapitación de bebés por parte de Hamás el 10 de octubre, después de que una reportera del canal de televisión israelí i24 News entrevistara a miembros de las Fuerzas de Defensa de Israel en el lugar de la masacre de Kfar Aza, quienes dijeron haber visto bebés a quienes les habían cortado la cabeza. CBS News entrevistó más tarde a Yossi Landau, jefe regional de la organización judía de primeros auxilios ZAKA, quien dijo que tanto bebés como niños habían sido decapitados, y que se habían encontrado cadáveres de adultos desmembrados. Posteriormente, el gobierno de Israel anunció que publicaría fotografías de bebés muertos que murieron en el ataque al kibutz, pero NBC News afirmó que no se había proporcionado evidencia fotográfica alguna de que se hubieran decapitado a bebés.
El presidente estadounidense, Joe Biden, dijo que había visto pruebas fotográficas de terroristas decapitando a niños, aunque posteriormente un funcionario de la administración estadounidense aclaró que ni Biden ni sus asistentes habían visto fotografías ni habían recibido informes confirmados de niños o bebés que hubieran sido decapitados por Hamás. A partir de ese momento, los posteriores comentarios de funcionarios y medios israelíes sobre las supuestas decapitaciones han corregido o suavizado sus afirmaciones. Posteriormente, el periódico israelí Haaretz confirmó que la historia era falsa. Solo dos menores, Yiftach Kutz, de 14 años, y su hermano, Yonatan, de 16, fueron identificados como asesinados en Kfar Azza, y ninguno de ellos fue decapitado. Ishay Coen, periodista del sitio web ultraortodoxo Kikar Hashabbat, admitió que cometió un error al aceptar sin cuestionar las afirmaciones de las FDI. «¿Por qué un oficial del ejército inventaría una historia tan horrible?», se preguntó y añadió: «Me equivoqué».
En cualquier caso, el ministro de Asuntos Exteriores, Yisrael Katz, continuó difundiendo el bulo de los bebés decapitados mucho después de que se demostrase falso. El 3 de junio de 2024, cuando el gobierno de Eslovenia decidió reconocer al Estado de Palestina, declaró: «La decisión del gobierno esloveno de recomendar que el Parlamento esloveno reconozca un Estado palestino recompensa a Hamás por asesinatos, violaciones, mutilaciones de cuerpos y decapitaciones de bebés».

### Supuesta quema de bebés
Otra noticia falsa que se difundió fue la de un bebé quemado en un horno, que el diario británico Daily Mail transformó en varios bebés. El primer ministro israelí Benjamín Netanyahu le contó al presidente estadounidense Joe Biden en una de sus entrevistas que milicianos de Hamás «tomaron a docenas de niños, los ataron, los quemaron y los ejecutaron». Israel nunca aportó una sola prueba a este respecto. Igualmente, un miembro de ZAKA, la ONG israelí encargada de recuperar los cadáveres de las víctimas del ataque, habló de veinte cuerpos de niños atados y quemados en el kibutz Beeri y de otros tantos en Kfar Aza. Sin embargo, la lista oficial de víctimas solo incluye a dos adolescentes en Kfar Aza. En el kibutz Beeri murieron nueve menores, la mayoría fallecidos en sus casas junto a sus familias. De hecho, entre las más de 1200 víctimas del ataque de Hamás se contaron solamente dos bebés: Mila Cohen, de 10 meses, que fue asesinada junto a su padre en el kibutz Beeri, y la hija de apenas unas horas de edad de una embarazada de nueve meses que se dirigía al hospital para dar a luz cuando le dispararon en el estómago. Otros cinco niños de entre dos y seis años fueron asesinados en el ataque.
Una serie de funcionarios israelíes entre los que destaca el ministro de Asuntos Exteriores, Yisrael Katz, siguieron difundiendo el bulo de los bebés quemados muchos meses después de que se demostrase falso, como en sus respuestas al presidente turco Recep Tayyip Erdoğan el 22 de marzo de 2024: «Vosotros, que apoyáis a los que queman bebés, a los asesinos, violadores y mutiladores criminales de Hamás, sois los menos indicados para hablar sobre Dios», a Gustavo Petro cuando Colombia rompió lazos diplomáticos con Israel el 1 de mayo: «La historia recordará que Gustavo Petro decidió ponerse del lado de los monstruos más viles que la historia ha tenido nunca, que quemaron bebés, mataron a niños, violaron a mujeres y secuestraron a civiles inocentes», o a tres países europeos que anunciaron el reconocimiento de Palestina a finales de mayo de 2024: «la historia recordará que España, Noruega e Irlanda decidieron conceder una medalla de oro a los asesinos de Hamás que violaron a mujeres y quemaron a bebés».

### Violación y tortura de mujeres
Si bien una misión de investigación de la ONU encontró una «base razonable» para creer que se cometieron actos de violencia sexual durante el ataque del 7 de octubre y el fiscal del Tribunal Penal Internacional solicitó órdenes de arresto contra tres líderes de Hamás por, entre otras acusaciones, «violaciones y otros actos de violencia sexual considerados crímenes contra la humanidad», dos de las noticias que más recorrido tuvieron en los medios internacionales han resultado ser falsas.
Por un lado, un voluntario de ZAKA, el servicio voluntario de recogida de cadáveres que actuó tras los ataques, declaró que había visto el cadáver de una chica adolescente separada de dos de sus familiares y con los pantalones bajados. Numerosos medios de comunicación se hicieron eco de la noticia y la citaron como uno de los ejemplos de las violaciones de Hamás. Sin embargo, una investigación posterior demostró que la chica había sido arrastrada de un lado a otro de la casa por los propios zapadores israelíes, que temían que tuviese adosada una bomba trampa, y que los pantalones se le habían bajado accidentalmente durante esta maniobra.
Otro de los voluntarios de ZAKA, Yossi Landau, declaró a los medios que había visto los restos calcinados de una mujer embarazada con el vientre abierto y el feto arrancado de su interior, pero con el cordón umbilical todavía uniéndolos. Sin embargo, cuando llamó a otros voluntarios, estos mismos le advirtieron de que no era así, pues se trataba de una mujer obesa con un cable eléctrico rodeándole la cintura y un aparato indefinido colgando del cable. Pese a que sus propios compañeros le avisaron de su error, Landau siguió contando su versión de los hechos a los medios de comunicación, que difundieron la noticia sin comprobar su veracidad. La propia ZAKA ha pedido en vano a Landau que deje de contar su historia, y la ONU ha declarado que se trata de un bulo sin fundamento alguno. Los propios habitantes de la casa del kibutz Beeri donde dijo haber encontrado el cadáver y las propias autoridades del kibutz afirmaron desconocer la existencia de dicha mujer, y tanto la policía como los expertos forenses no han identificado ningún caso que concuerde con la descripción.

### Otra desinformación israelí
En el caos consiguiente al ataque de Hamás del 7 de octubre, numerosas historias falsas circularon por las redes sociales e incluso se hicieron virales, hasta el punto de ser repetidas por funcionarios o personalidades israelíes y extranjeras. Por ejemplo, el teniente coronel Yaron Buskila difundió la historia de que se habían encontrado bebés colgando de cuerdas de la ropa, y estos comentarios fueron repetidos en Twitter por personalidades de todo el mundo. Sin embargo, poco después se demostró que la historia era falsa.
La primera dama de Israel, Sara Netanyahu, también contribuyó a la difusión de bulos en su entrevista con su homónima estadounidense, Jill Biden, en la que afirmó que una mujer embarazada de nueve meses había sido secuestrada y llevada a la Franja de Gaza, donde había dado a luz. Las redes sociales identificaron a esta supuesta mujer con una trabajadora tailandesa, pero su familia y amigos desmintieron que estuviera embarazada y, cuando fue liberada en el intercambio de rehenes, ella misma afirmó que ni estaba embarazada ni había dado a luz. El ejército israelí declaró que no tenía noticias de que existiesen rehenes embarazadas.